# 世界ラリー選手権

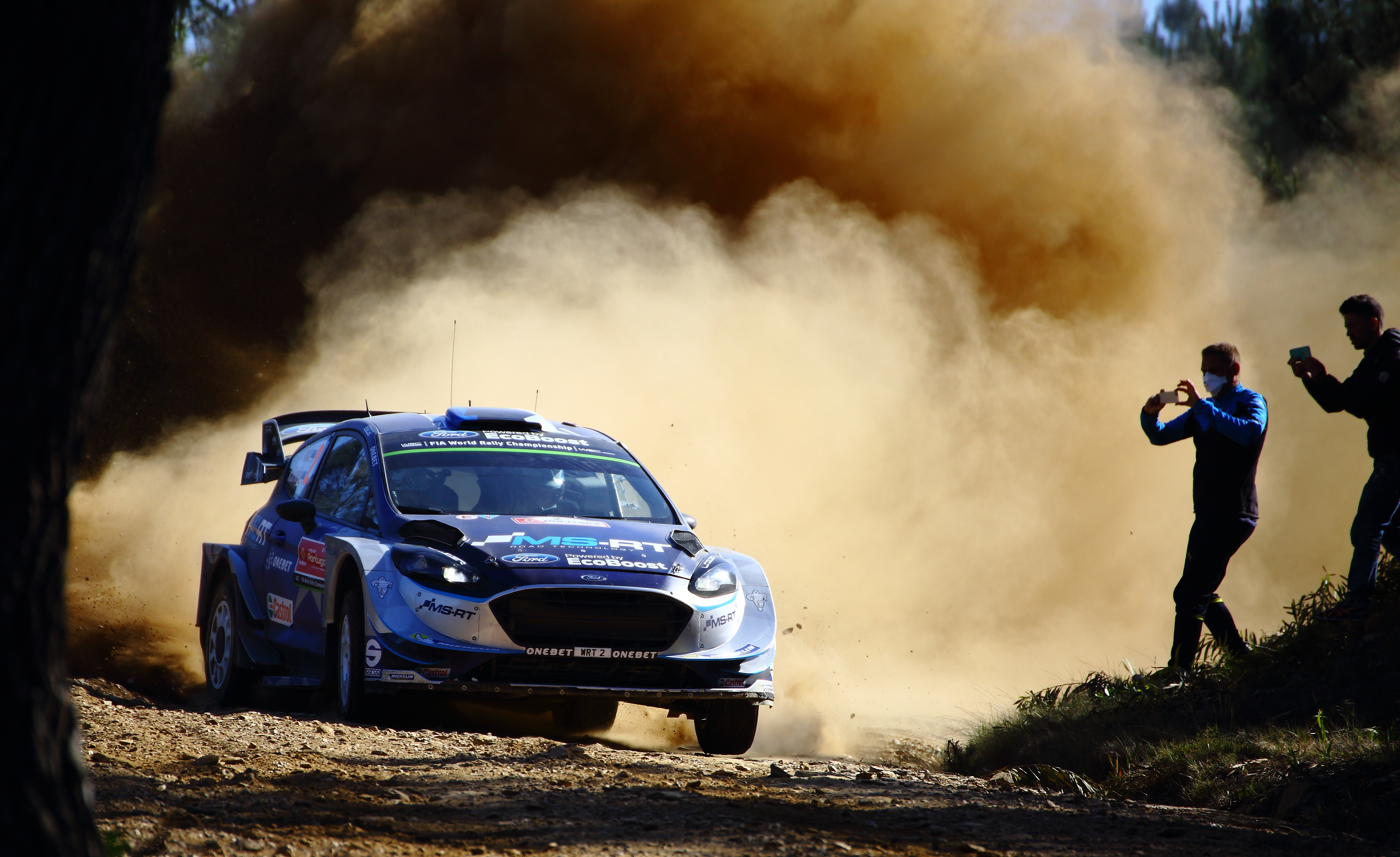
2017年ラリー・ポルトガル

世界ラリー選手権（せかいラリーせんしゅけん、英語: FIA World Rally Championship、ワールドラリーチャンピオンシップ、通称：WRC〔ダブリュアールシー〕）は、国際自動車連盟（FIA）が主催するラリー競技の世界選手権である。ヨーロッパを中心としてアフリカ・中南米・アジア・オセアニアなどの地域でも開催されている。併催のWRC2、WRC3などについてもここで述べる。

## 概要

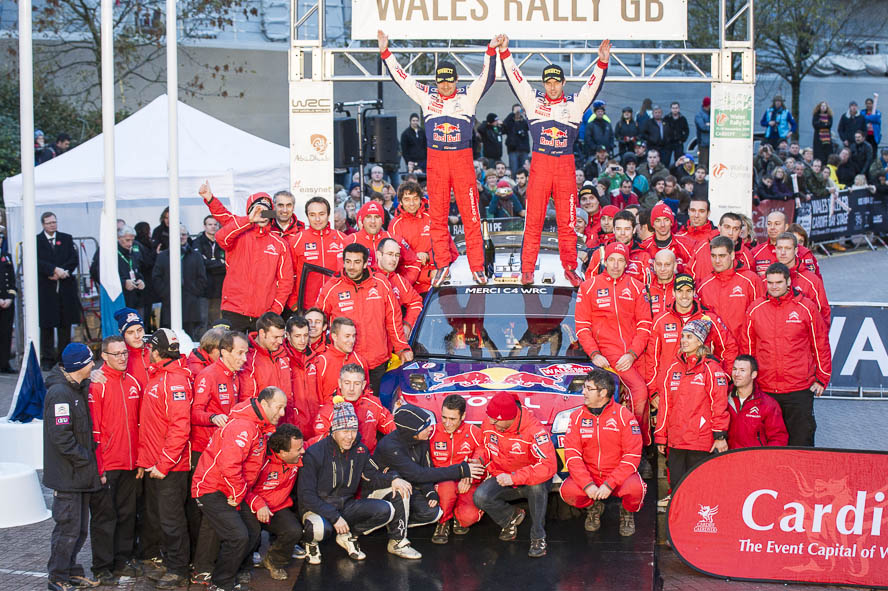
シトロエンチームと9年連続WRC王者のセバスチャン・ローブ/ダニエル・エレナ組（2010年ラリーGB）

1970年にそれまで世界各地で単独に開催されていたラリー競技のイベントをFIAの下に一本化して誕生した、「国際マニュファクチャラーズ選手権」（英: International Championship for Manufacturers、通称：IMC）が前身である。1973年に世界選手権へと格上げされて、WRCとしてスタートした。FIAが主催する自動車競技の世界選手権の中ではF1世界選手権（1950年創設）の次に長い歴史を持つ。また開幕戦のラリー・モンテカルロは、F1のモナコグランプリより長い歴史を持つイベントである:6。選手権は元々はマニュファクチャラー部門（自動車メーカー）のみが争われたが、後にドライバー部門とコ・ドライバー部門の選手権も争われるようになった。また下位のサポート選手権であるWRC2、WRC3、JWRCが併催されている。
ラリーの種類は、公道や競技場などに設けられたコース＝スペシャルステージ（SS）でタイムアタックを行い、各SSタイムの合計で順位を決める「スペシャルステージラリー」である。SSとSSの間の移動は「リエゾン」または「ロードセクション」と呼ばれ、一般車に混じり現地の交通法規に従って走行する。現行の標準的なスケジュール（アイテナリー）では、木曜日から日曜日にかけての3 - 4日間に20本前後のSSを走行する。SSの合計距離は300 - 400 km、リエゾンを加えた総走行距離は1,000 - 1,500 km程度である。SSの時間は基本的に日中で、時々早朝や夜間にも行われる。
競技車両は一定数生産された市販車をベースとして、公認範囲内で改造を加えたラリーカーである。性能別に数段階にグループ分けされているが、選手権タイトルを賭けた最高峰クラスは、マニュファクチャラーの直営組織（ワークスチーム）が開発した現在ではワールドラリーカー（WRカー）で競われる。
競技車両にはドライバーとコ・ドライバーの2名が乗車し、コ・ドライバーがコース上のコーナーや路面状況などをあらかじめ記載したペースノートを読み上げ、ドライバーはそれに従い運転操作を行う。また、基本的にはドライバーが運転操作を行い、ナビゲートするのがコ・ドライバーという形ではあるが、非常に稀なケースではあるものの両者の役割が逆転する場合もある。2011年スウェーデンラリーでは、ペター・ソルベルグ選手が一般道のリエゾン区間でスピード違反で免許停止措置（世界中で開催される世界選手権に参加するためのライセンス以外に開催国での自動車運転を認めてもらうための国際免許を停止される処分）を受け、処分の執行には48時間の猶予があったものの、最終ステージ前で執行猶予時間が経過したため最終ステージだけをコ・ドライバーのグリス・パターソンにステアリングを託し、ソルベルグ本人は助手席で運転操作を解説しながら最終ステージを完走するという場面もあった。このように、タイムアタック区間（スペシャルステージ）以外の走行区間では開催当該国の道交法に従わなければならないため苦肉の策が実行されるケースもある。また、スペシャルステージでアクシデントを起こして破損した車で走り続けるしかない場合（多くの場合はリエゾン区間前にチームの整備を受けられる）もあり、そのままリエゾン区間に入ると整備不良や危険な破損車での走行ということで警官に止められ、その場合は、その場で即刻リタイアを余儀なくされるケースもある。このようにFIA（世界選手権主管団体）が定めた規則だけではなく、開催当該国の道交法も遵守しなければならない。

## 主な特徴
| 市販車両 |  | WRCの競技車両 |
| 市販車両 |  | WRCの競技車両 |

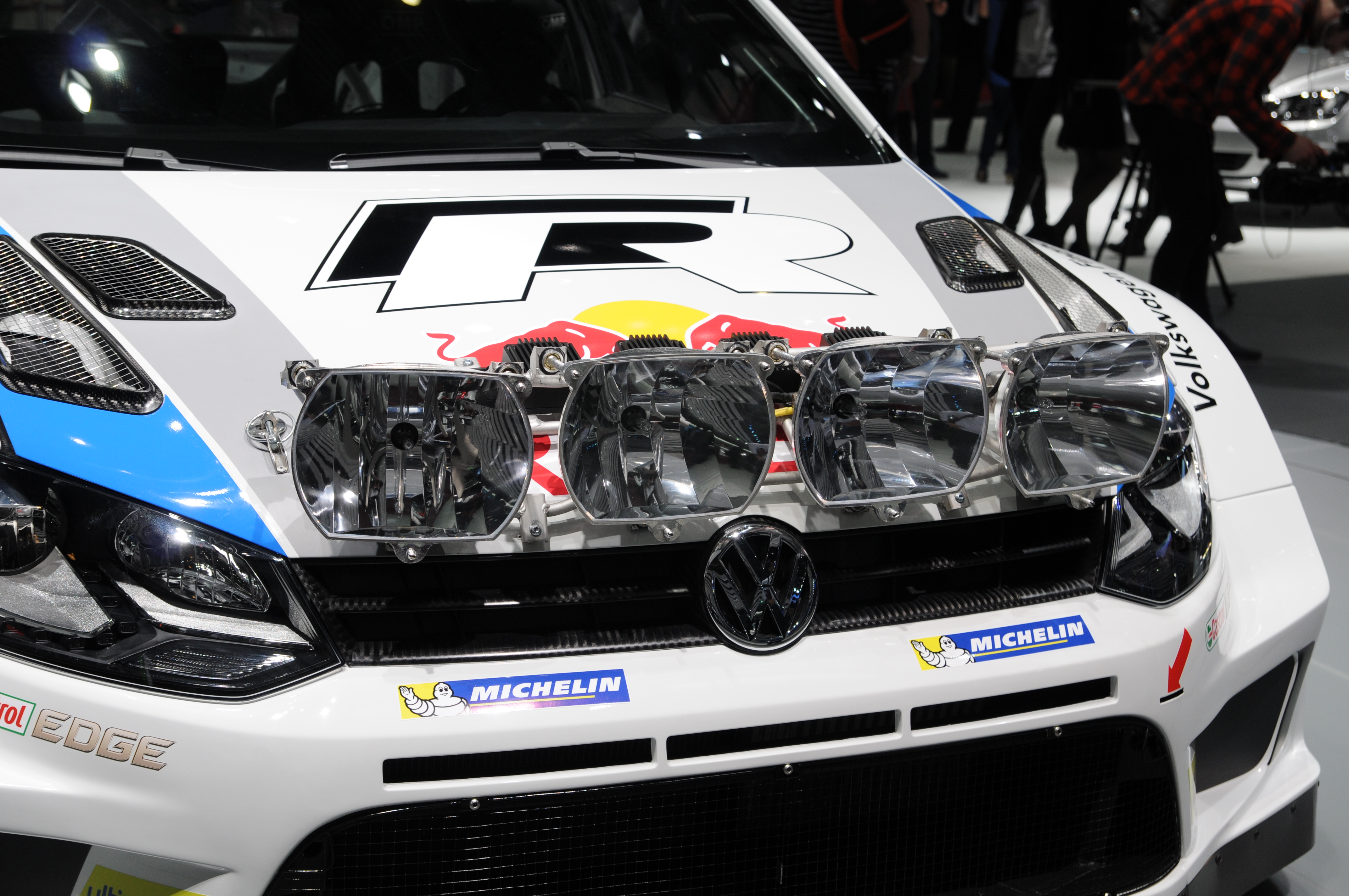
4連補助灯

競技車両は市販車両をベースに製作することと規定されているため外観はベースモデルと大差無いが、特に最上位のWRCクラスの車両であるラリー1は、フレームやエンジンはじめとする各パーツ、駆動やサスペンションの形式の変更などが行われ、内部はほぼ完全に別物となっている。ECUにはSS用の“ステージモード”、リエゾン用で低燃費となる“リエゾンモード”の2種類が設定されており、走行状況に合わせて切り替える仕様となっている（ラリー1の車両では、ハイブリッドシステムの複数の走行モードを切り替えて運用する）。
競技ライセンス“国際C級レース除外”を取得し、規定に合致した車両を用意して抽選に通れば、一般人もプライベーターとして出場することが可能である。WRカーの後から同じコースを走りタイムを争い、時にはプライベーターがランキングの上位に食い込むということもある。なおコ・ドライバーもドライバーと同等の競技ライセンスが必要である。

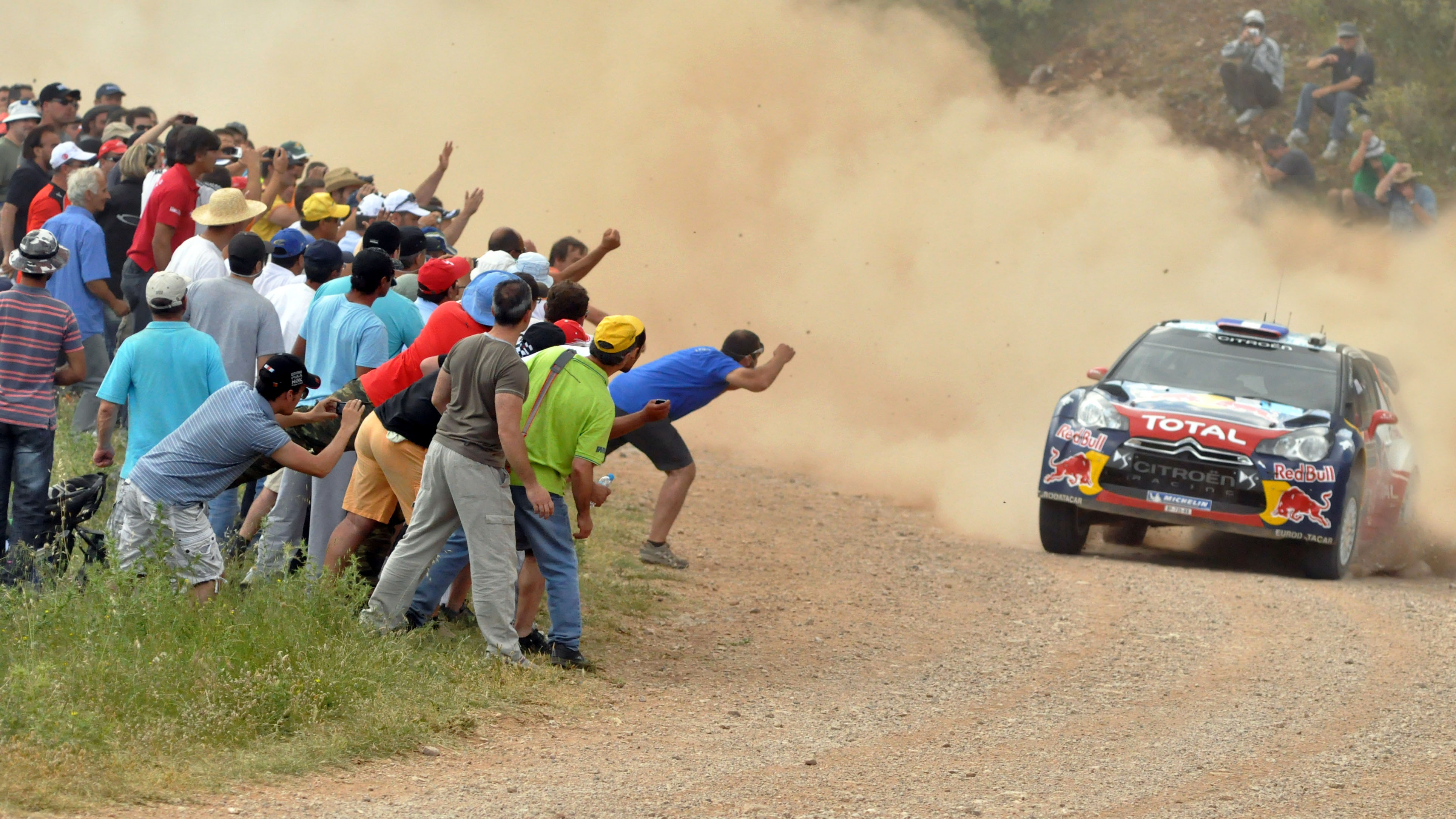
興奮する観客
(2011年 アクロポリス・ラリー)

サーキットで行われる周回競技と異なり、一般道路や林道などを一時的に閉鎖して行われるため、設営された観客席は少ない。観客はコースを間近で見られることもあり、熱心なファンは足繁く観戦ポイントに出向く。しかし、車両がコースオフし客席に飛び込む恐れもあるために観戦には危険も伴い、過去には死亡・負傷事故も起こっている。(特に1980年代のグループB規定時代は、ドライバー、観客の死亡事故が多発した)
観客達が大きくコースオフした車両をコースに戻したりすることも多々あるが、本来ドライバー、コ・ドライバー以外の人間が競技車両に触れることはルール違反なため、ドライバーはペナルティを受けてしまうことが多い。逆に観客が競技の妨害を行うこともあり、開催中にコース上の冊が閉められたこともある。現地の運営側が観客をコントロール出来ないと判断された場合はSSそのものがキャンセルとなり、実際にラリー・ポルトガルやラリー・ポーランドがこの理由で一時WRCから外された。
広大なエリアでは、時に観客がプロに代わるカメラマンとして活躍することがある。2005年のキプロス・ラリーでは、フランソワ・デュバルのコースオフと車両炎上のシーンにおいて、観客が撮影した映像が国際映像として放映された。また近年はドローンが撮影に投入されており、ダイナミックな映像の撮影に大きな貢献をしている。

## イベント
WRCの統一プロモーターは2014年から現在まで、「WRCプロモーター有限会社（WRC Promoter GmbH）」が担っている。以前は1982年にバーニー・エクレストンにより設立された「ISO（International Sportsworld Communicators）」が2010年まで、これをノースワン・テレビジョンが買収した「ノースワン・スポーツ」がプロモーターを務めていた。
各々の国で開催される競技をイベントと呼ぶ。年間のイベント数は1990年代中頃まで8 - 10戦程度であったが、増加を望むFIAの意向により各ラリーの開催日数・走行距離の短縮やサービス (車両整備) 回数の制限等、イベントの簡素化が進められたことに対応するようにイベント数が徐々に増やされ、2007年には全16戦、2008年は全15戦となっていたが、2009年と2010年は2年間で24戦を隔年で開催するという年間12戦のローテーション制となり、2011年からは全13戦となっている。
F1のオフシーズンであるストーブリーグが4ヶ月-5ヶ月近くであるのに対して WRCは1ヶ月前後しかないが、シーズンオフが短い分、6月上旬から7月終わりまたは8月始めまで約2ヶ月間の休息期間となるインターバルを設けている。
現在WRCクラスのマニュファクチャラーは全イベントに参戦することが前提となっているが、かつては有効ポイント制であったことに加えて輸送の問題や参戦コスト、マシンの得意・不得意などもあったため、全イベントに参戦しない方がむしろ一般的であった。WRC黎明期に日本勢がアフリカイベントで好成績を残すことができたのは、そうした事情も関係がある。

### これまでに開催されたWRCイベント
| 開催地                               | イベント名                                      | 開催都市               | 開催年度                                         |
| ------------------------------------ | ----------------------------------------------- | ---------------------- | ------------------------------------------------ |
| アルゼンチン                         | ラリー・アルゼンチン                            | ビジャ・カルロス・パス | 1983年 - 2019年                                  |
| ブラジル                             | Marlboro Rallye do Brasil                       | サンパウロ             | 1981年 - 1982年                                  |
| オーストラリア                       | テルストラ・ラリー・オーストラリア              | パース                 | 1988年 - 2006年, 2009年, 2011年, 2013年 - 2018年 |
| カナダ                               | Criterium Molson du Quebec                      | モントリオール         | 1977年 - 1979年                                  |
| キプロス                             | キプロス・ラリー                                |                        | 2000年 - 2006年                                  |
| フィンランド                         | 1000湖ラリー                                    | ユバスキュラ           | 1951年 - 1996年                                  |
| フィンランド                         | ネステ・ラリー・フィンランド                    | ユバスキュラ           | 1997年 - 2019年, 2021年                          |
| フランス                             | ツール・ド・コルス - ラリー・ド・フランス       | アジャクシオ           | 1956年 - 2009年                                  |
| フランス                             | ラリー・ド・フランス-アルザス                   | ストラスブール         | 2010年 - 2014年                                  |
| ドイツ                               | OMV ADAC ラリー・ドイチェランド                 | トリーア               | 2002年 - 2019年                                  |
| イギリス                             | RACラリー                                       | カーディフ             | 1933年 - 1997年                                  |
| イギリス                             | ウェールズ・ラリー・オブ・グレートブリテン      | カーディフ             | 1998年 - 2019年                                  |
| ギリシャ                             | アクロポリス・ラリー・オブ・グリース            | ラミア                 | 1973年 - 2013年                                  |
| アイルランド                         | ラリー・アイルランド                            | スライゴ               | 2007年, 2009年                                   |
| イタリア                             | ラリー・サンレモ                                | サンレモ               | 1973年 - 2003年                                  |
| イタリア                             | スーパーマグ・ラリー・イタリア・サルディニア    | ポルト・チェルヴォ     | 2004年 -                                         |
| ポーランド                           | ラリー・ポーランド                              | ミコワイキ             | 2014年 - 2017年                                  |
| コートジボワール                     | Rallye Cote d'Ivoire                            | アビジャン             | 1976年 - 1992年                                  |
| 日本                                 | ラリー・ジャパン                                | 帯広市                 | 2004年 - 2007年                                  |
| 日本                                 | ラリー・ジャパン                                | 札幌市                 | 2008年 - 2010年                                  |
| 日本                                 | ラリー・ジャパン                                | 長久手市               | 2020年(中止)、2021年(中止)                       |
| 日本                                 | ラリー・ジャパン                                | 豊田市                 | 2022年                                           |
| ヨルダン                             | ヨルダン・ラリー                                | アンマン               | 2008年, 2010年 - 2011年                          |
| ケニア (およびウガンダ 、タンザニア) | イースト・アフリカン・サファリ                  |                        | 1960年 - 1973年                                  |
| ケニア (およびウガンダ 、タンザニア) | サファリラリー                                  | ナイロビ               | 1974年 - 2002年, 2021年                          |
| モロッコ                             | Rallye du Maroc                                 | カサブランカ           | 1971年 - 1976年                                  |
| メキシコ                             | コロナ・ラリー・メキシコ                        | レオン                 | 2004年 - 2020年                                  |
| モナコ                               | ラリー・オートモービル・モンテカルロ            | モンテカルロ           | 1911年 -                                         |
| ノルウェー                           | ラリー・ノルウェー                              | ハーマル               | 2007年 - 2009年                                  |
| ニュージーランド                     | プロペシア・ラリー・ニュージーランド            | ハミルトン             | 1985年 - 2008年, 2010年, 2012年                  |
| ポルトガル                           | ラリー・ポルトガル                              | ポルト                 | 1967年 - 2001年                                  |
| ポルトガル                           | ボーダフォン・ラリー・デ・ポルトガル            | アルガルヴェ           | 2007年 - 2019年, 2021年                          |
| スペイン                             | ラリー・ラック・カタルーニャ - コスタ・ドゥラダ | サロウ                 | 1991年 - 2019年, 2021年                          |
| スウェーデン                         | Rally to the Midnight Sun                       | カールスタッド         | 1950年 - ?                                       |
| スウェーデン                         | ウッデホルム・スウェディッシュ・ラリー          | カールスタッド         | 2002年 - 2020年                                  |
| スウェーデン                         | ウッデホルム・スウェディッシュ・ラリー          | ウメオ                 | 2022年                                           |
| トルコ                               | ラリー・オブ・ターキー                          | ケメル                 | 2003年 - 2010年, 2018年 - 2020年                 |
| アメリカ合衆国                       | オリンパス・ラリー                              |                        | 1985年 - 1988年                                  |
| チリ                                 | ラリー・チリ                                    | タルカワノ             | 2019年                                           |
| 中国                                 | チャイナ・ラリー                                |                        | 1999年                                           |
| クロアチア                           | ラリー・クロアチア                              | ザグレブ               | 2021年 -                                         |
| ベルギー                             | イープル・ラリー                                | イーペル               | 2021年                                           |

## 路面とタイヤ
| グラベル |  | ターマック |
| グラベル |  | ターマック |

イベントで使用されるコースの路面環境は様々だが、大きな分類では未舗装路のグラベルとアスファルト舗装路のターマックの2種類で、積雪路のスノーや凍結路のアイスは、土台となる基礎路面で分類される。ターマックとグラベルが混在するミックスサーフェイスのイベントも有る。
概ね、ターマックでは車高を下げて大径の18インチホイールを装着するのに対して、路面変化の大きいグラベルではサスペンションのストロークを確保するために車高を上げて小径の15インチホイールを装着する。全イベントの2/3を占めるグラベルも地質や砂利の割合などそれぞれ特性が異なり一括りに出来ない難しさがあるため、ターマック、グラベル共に路面状況や天候を読みながらのセッティング、タイヤ選択がタイムに大きな影響を与えることも少なくない。
ラリードライバーは大別するとターマックが得意か・グラベルが得意かで分けることができるが、その違いはドライバーの出身地による場合が多い。例えばグラベル路面の多いフィンランドのドライバーはグラベルが得意で、ターマック路面の多いフランスのドライバーはターマックが得意、といった具合である。これは慣れというのはもちろん、その地域で頭角を現すためにはその地域の路面に強い必要があるということでもある。また同じ「グラベル」「ターマック」でも、国によってコース環境は大きく異なるため、地元のドライバーが好成績を残す傾向にある。

### タイヤの制限

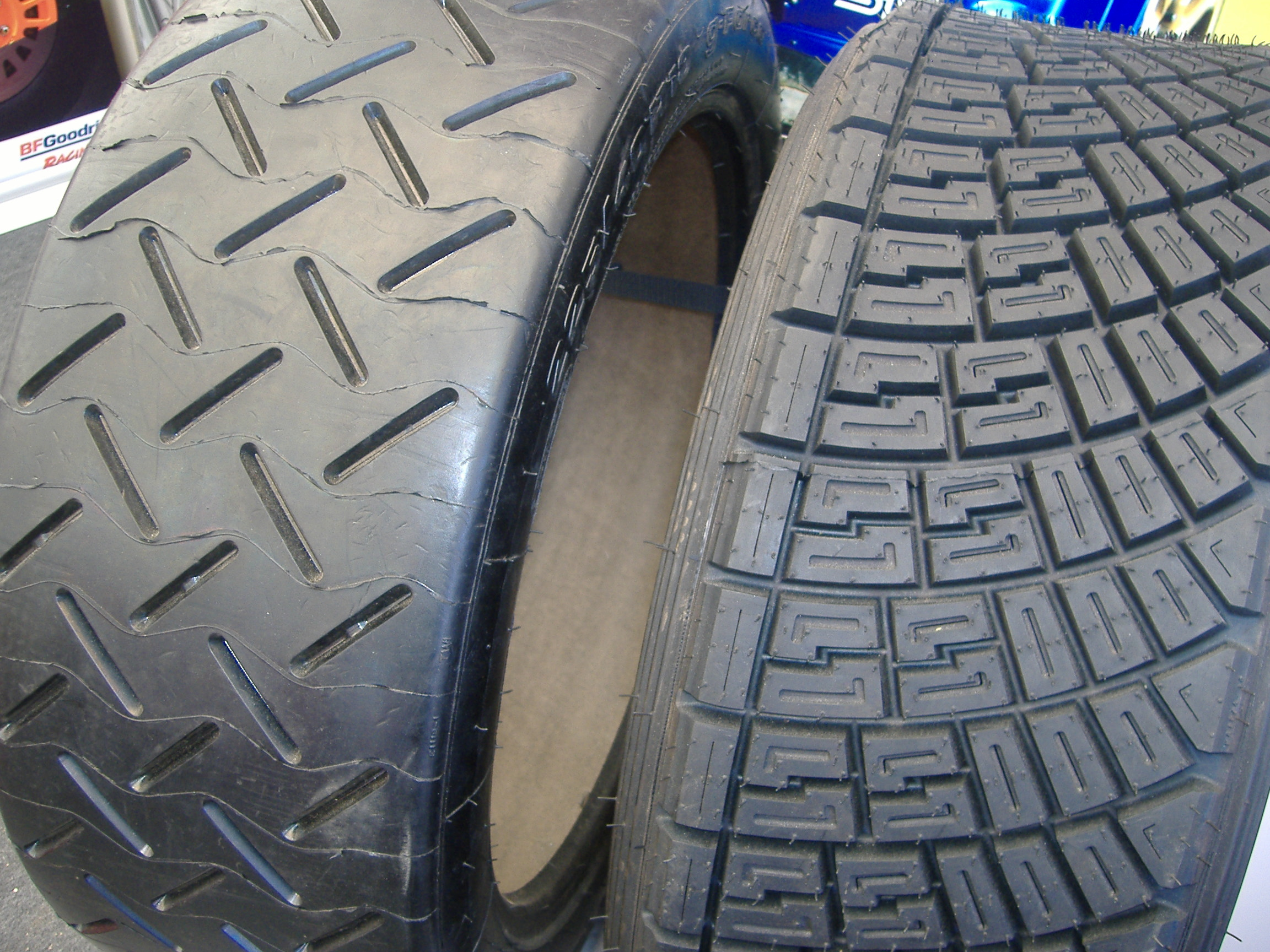
左: ターマック用
右: グラベル用
(2007年 ラリー・ポルトガル)

かつてはタイヤの種類や使用本数に制限は無かったが、コスト低減などを目的としたコントロールタイヤ制度 (ワンメイク) の導入と同時に様々な制限を行った。タイヤの種類は、トレッドパターンがブロック状のグラベル用、ターマック用のグルーブ (溝) が少ないスリックのほか、冬期イベント用にスノーとスタッド付きスノーがある。レギュレーションにより、イベントで使用可能なトレッドはグラベル、ターマック共に1種類、コンパウンドは2種類まで認められているが、例外として、ターマックの冬期イベントで路面のコンディションが多種多様に変化するモンテカルロでは4種類まで認められている。
車両へ搭載されるスペアタイヤの本数は2本まで、新品タイヤへの交換は“サービスパーク”への入庫時のみ、交換本数も4本までとなっている。限られたタイヤ本数で如何に早いタイムを出すことが求められるため、特に近年はタイヤマネージメントの重要性が増した。前後左右のタイヤ選択、前後のローテーション、内圧設定のほか、勝負所となる重要なSSを見極めタイヤを温存するなど様々な戦略が取られている。イベント毎に使用出来るタイヤの総本数は異なるが、2014年のラリー・イタリアではシェイクダウンに4本、競技では35本となっている。

### タイヤメーカー
2018年現在でFIAに認定されている公式サプライヤー (供給メーカー) は、ミシュラン、DMACK、ピレリの3社である。2008年から2011年までは独占契約を結んだ1社が全てのマシンにタイヤを供給するワンメイクとなっていたが、2011年からはタイヤメーカーの選択が自由となり、各チームがそれぞれのタイヤメーカーと契約する形となっている。尚、トップクラスのWRカークラスに関しては2021シーズンから、コントロールタイヤがミシュラン製からピレリ製に変更されている。

## スケジュール
3日間または4日間で行われる。各日はDAY (デイ) で表し、1日目は「DAY1 (デイワン)」と呼称する。DAYは、実質的な競技区間のSS (Special Stage: スペシャルステージ、通称: エスエス) と計測地点のTC (Time Control: タイムコントロール)、公道を走行する移動区間 (ロードセクション) のリエゾンに分けられ、SSの合計タイムが最も早いドライバーが優勝となる。
競技はアイテナリーと呼ばれるタイムスケジュール表に沿って進められる。通常のスタート間隔は2分だが、グラベルで無風状態になると前車走行後の土煙が2分以内に収まらず、後にスタートしたマシンが視界を遮られて影響を受けるため、その場合は間隔を1分延長し、状況次第では更に1分延長される事も有る。このためサーキットレースとは異なり、トラブルで減速・停車した場合を除きコース上での抜きつ抜かれつはほぼ生じない。

### 準備
イベントが開催される週の水曜日からレッキと呼ばれる、競技で使用されるコースの下見走行を行い、ドライバーとコ・ドライバーはコース状況を把握してペースノートの製作を行うが、使用車両は競技車両ではなく一般車両となる。水曜日の夕方から木曜日に掛けてはシェイクダウンと呼ばれる、実際に競技車両を使用して最終チェックを行った後、車検を受けて規定外のパーツの装着が無いか確認が取れると、競技車両はパルクフェルメと呼ばれる車両保管所に置かれ、ドライバーを含め全ての関係者は競技開始まで触れることが出来ないようになっている。

### リエゾン

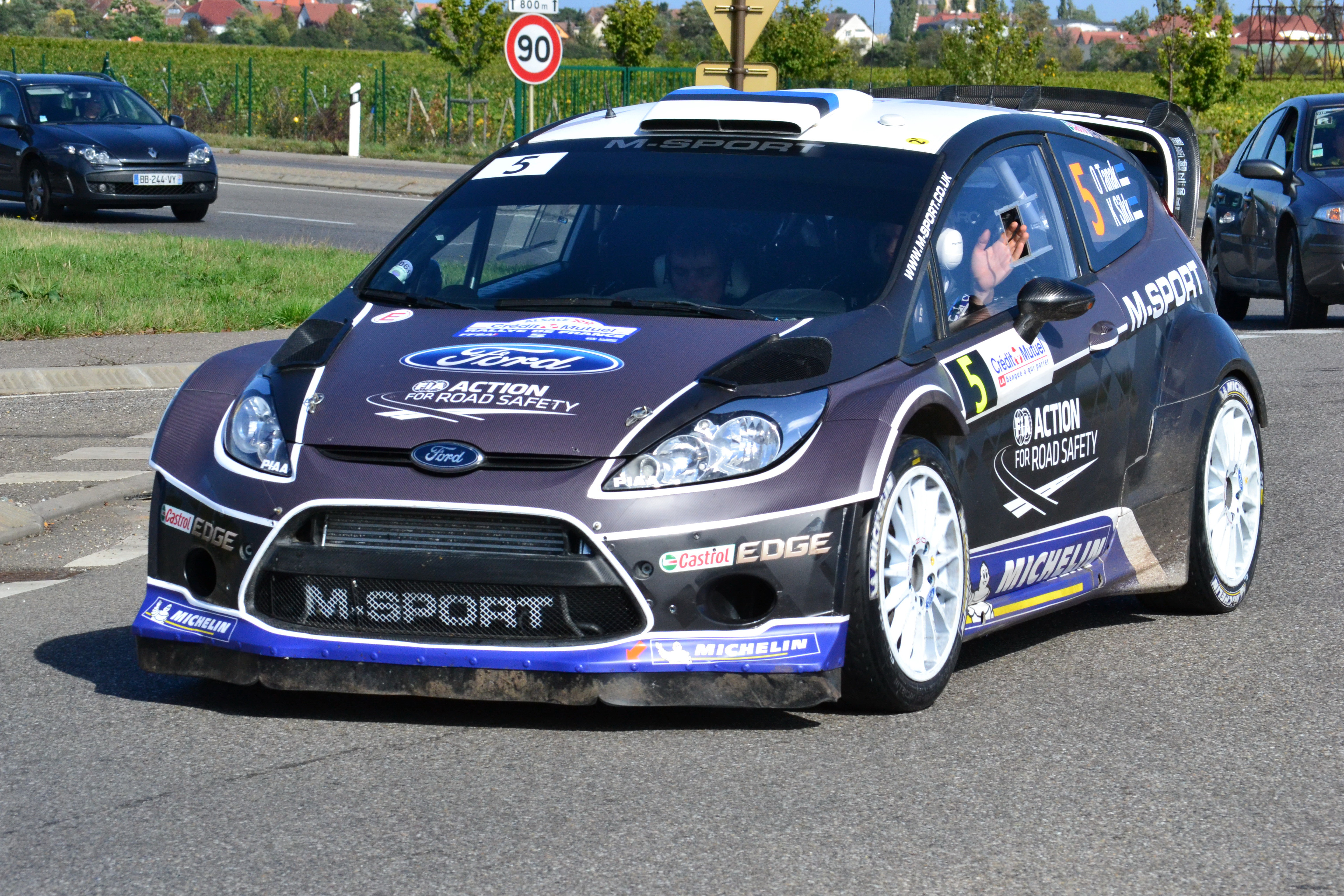
リエゾンを走行する車両 (2012年 ラリー・フランス)

一般道路を使用する移動区間。スタートした車両はリエゾンを通りTCへ向かう。SSと異なり閉鎖されていないため、現地の交通法規に従い一般車両に混じって走行する。そのため競技車両は開催国のナンバープレートを装着する。リエゾンを走行することも競技の一部であり、主催者から示されるコマ図に従って走行するというラリー競技当初の姿が現在も残っている。TCに入る時間は車両毎に指定され、指定時刻に遅れた場合は1分につき10秒のペナルティが総合タイムに加算される。スピード違反や一時停止義務違反で現地の警察に検挙されることもあり、ドライバーが免許停止などの処分を受けた場合、以後のリエゾン区間はコ・ドライバーがステアリングを握ってドライバーがナビをする。また、各国の法律に定められた保安基準を満たしていない場合は走行を止められることがあり、特にSS区間でのトラブルで車が破損した場合などに問題となる。

### SS
一般道路を一時的に閉鎖して作られた区間で、スタート地点はTC内に設置され、1台ずつ一定間隔でスタートしてタイムを競う。イベントによっては一般道路を閉鎖して使用するSSとは異なり、人工的に作られたサーキットコースのような特設会場で、2台の車両が仕切りのあるコースを同時にスタートするスーパースペシャルステージ (Super Special Stage: スーパーSS、SSS) も存在する。

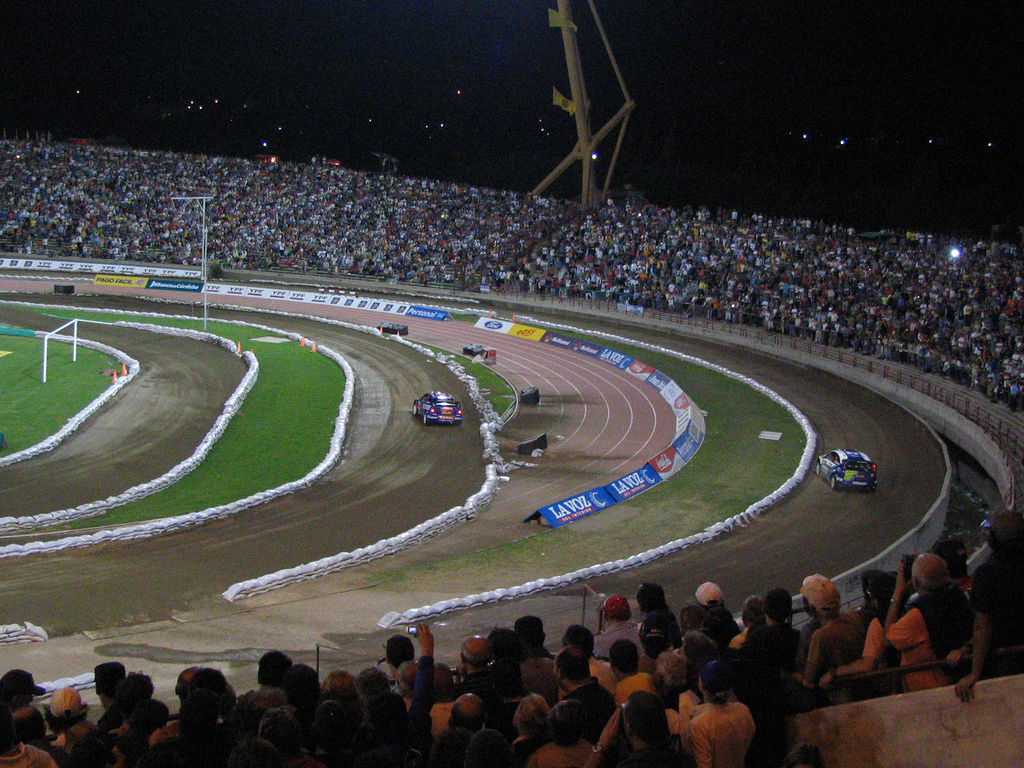
スーパーSS
(2006年 ラリー・アルゼンチン)

スピード感のある走行シーンが見所であるため、メディア中継が行われるのもSSであることが多い。SSの数はイベントにより異なるが概ね20前後で、各SSの距離は2 km前後から50 km以上まで存在し、合計距離は300 - 400 km程度となっている。2011年からはパワーステージが導入された。タイトル争いでは僅かなポイントが結果を大きく左右する場合があるため、DAYリタイアやトラブルで上位進出の可能性が無くなった場合はパワーステージでのポイント獲得に切り替える事が多い。

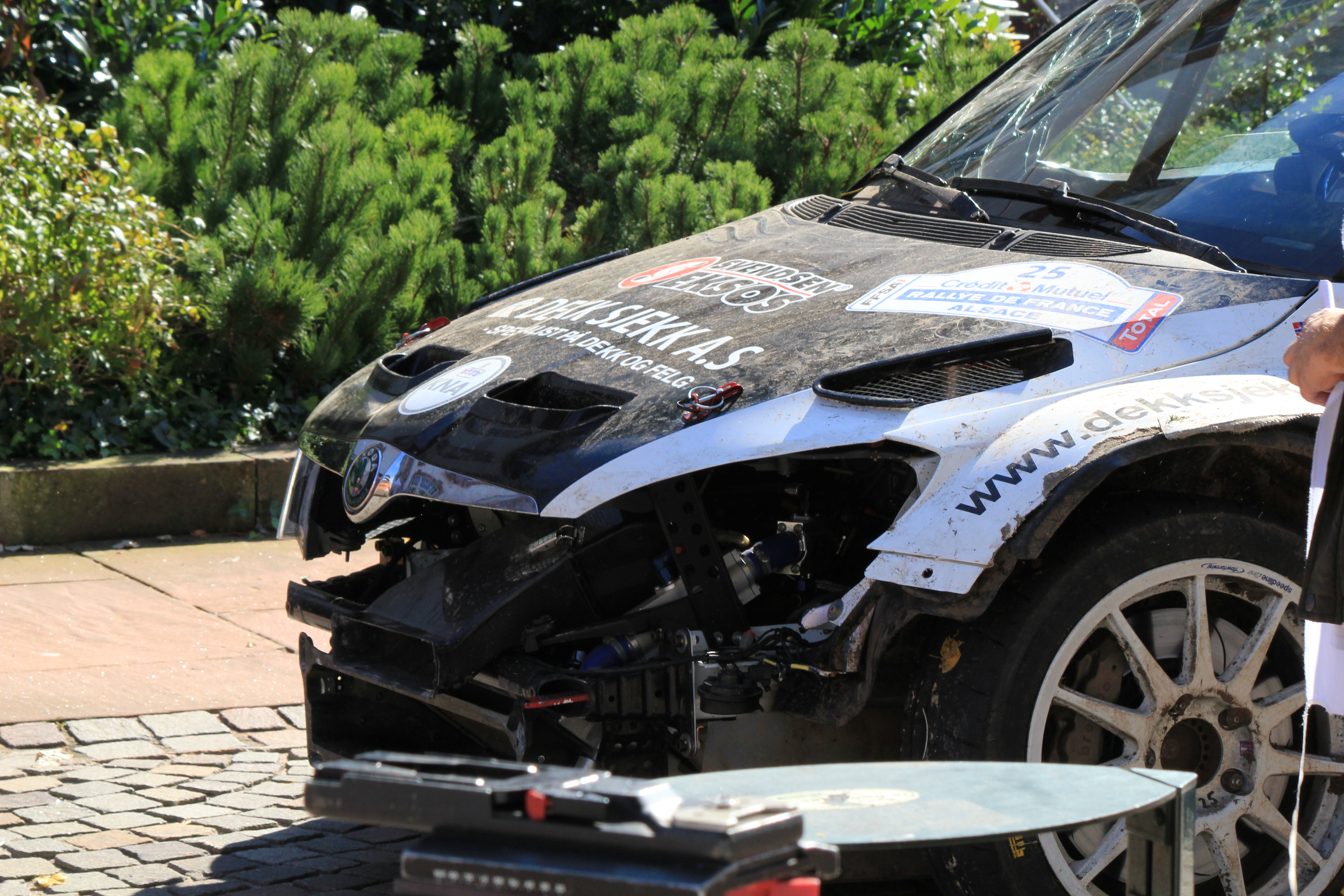
破損した車両

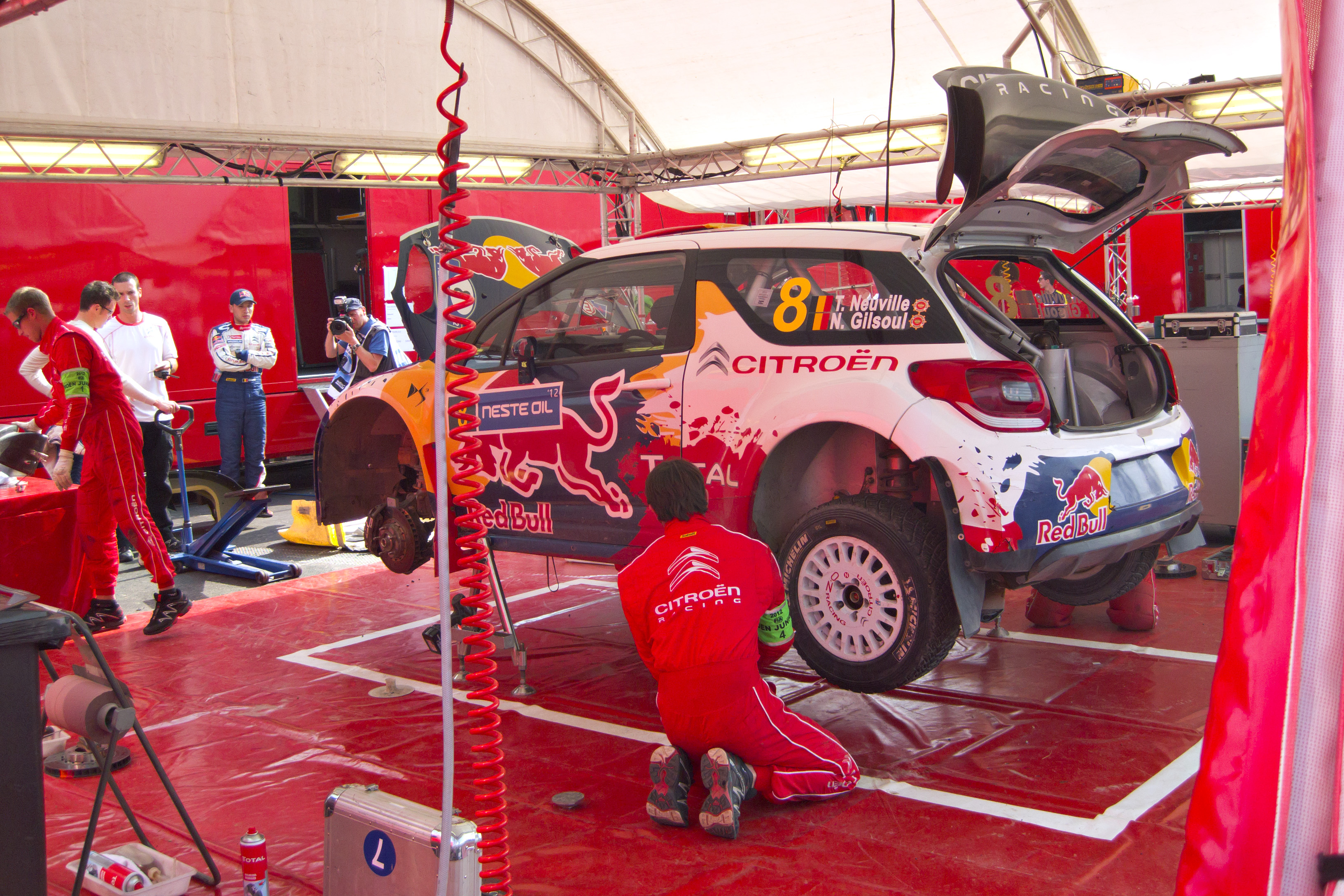
サービスパーク
(2012年 ラリー・フィンランド)

タイムは速いほど良いためドライバーは全力で挑むが、時にはスピンやパンクによるタイムロスも発生する。また、事故や機器のトラブルなど、車両が深刻なダメージを受けて走行不能となった場合は、リタイアしたSSと、同日に行われる全てのSSがリタイア扱いとなるDAYリタイアとなる。全損で無い場合、指定の時刻までに車両を走行可能な状態にして認定を受けた場合は翌日の出走が可能となる救済措置のラリー2規定が適用され、ペナルティとしてリタイアしたSSと走行出来なかった残りのSSのトップタイムに5分加算されるが総合成績は有効となる。ただし、最終日にリタイアした場合は同規定が適用されないため未完走扱いとなり総合成績は残らない。
DAYリタイアの時点で、優勝やポディウム争いからは脱落してしまうが、以降のイベントに向けてのテストやセッティングと割り切って走行する事が多い。2014年からは、シードドライバーがDAYリタイアし翌日出走する場合、前年のドライバーズポイント順である、ゼッケンナンバーが15番までのシードドライバーの最下位に組み入れることと規定された。これは、余りにも下位の出走順にしてしまうと、技量の高いシードドライバーがタイムの遅い前走者に追い付き、危険と判断されたものである。
スタート順は、グラベルのイベントに於いては重要なファクターとなる。最初にスタートするドライバーは堆積する土砂を掻き分ける掃除役となり不利を被ることが多いため、これまでも様々な対策が取られてきたが根本的な解決策は定まっていない。2013年までは事前に行われる予選でタイム順に上位のドライバーから自由に決めることが出来たが、2014年からは予選が廃止された。新方式は、初日のDAY1はドライバーズポイントが高い順、DAY2以降はスーパーSSを除く前日の最終ステージを終えた時点での総合成績順となっている。
各DAY最後のSS終了後はTCに移動してリエゾンを通り、サービスパークと呼ばれる各チームの本部に戻る。サービスパークでは競技中の整備や給油などの各種作業が許されるが制限時間があり、制限時間をオーバーしたり、SSを欠場してマシンの修復を行う場合はペナルティとしてタイムが加算される。その後、車両は再びパルクフェルメに保管されて次のDAYの競技開始を待つ。サービスパーク以外で簡単な整備が出来る場所、リモートサービスを設ける場合もある。

## 車両クラス

### テクニカルクラス（技術的な区分）
2014年にFIAにおける地域選手権も含めたラリーカーの規定は、6つのクラスに再編された。グループRのR3D以外は全てガソリン車となる。従来は各クラスに多数の規定が混在していたが、2019年にグループA・グループNを排除して簡素化された。また2020年にはグループRのうちR3以外のすべてが「Rally〜」へと改名している。現在の車両の区分は以下の通り。
この技術区分はプライオリティ（優先順位、出走順などに関連）の基準として用いられる。
RC1
- WRカー（1,600 ccターボ）

RC2
- グループRally2(R5)
- グループRally2キットカー

RGT
- グループR-GT

RC3
- グループR3/VR3C（自然吸気は1,600 cc超 - 2,000 cc以下、ターボは1,067 cc超 - 1,333 cc以下）
- グループR3/VR3T（1,620cc以下のターボ）
- グループR3/VR3D（ディーゼル 2,000cc以下のターボ）

RC4
- グループRally4/RC4A（自然吸気は1,600 cc超 - 2,000 cc以下、ターボは1,067 cc超 - 1,333 cc以下）
- グループRally4/RC4B（自然吸気は1,390 cc - 1,600cc、ターボは927 cc - 1,067 cc）

RC5
- グループRally5（自然吸気は1,600 cc以下・ターボは1,067 cc以下）

#### 2018年までのテクニカルクラス
RC1
- WRカー （1,600 ccターボ）

RC2
- スーパー2000（1,600ccターボ＋内径28 mmリストリクター、または2,000 cc自然吸気）
- グループR5/VR5
- グループR4/VR4（欧州イベント不可）
- グループNR4（従来のグループN4）

RGT
- グループRGT

RC3
- グループA （1,600 cc超 - 2,000 cc未満）
- スーパー1600
- グループR2/VR2C（自然吸気は1,600 cc超 - 2,000 cc以下、ターボは1,067 cc超 - 1,333 cc以下）
- グループR3/VR3C（自然吸気は1,600 cc超 - 2,000 cc以下、ターボは1,067 cc超 - 1,333 cc以下）
- グループR3/VR3T（1,620 cc以下のターボ）
- グループR3/VR3D（ディーゼル 2,000 cc以下のターボ）

RC4
- グループA （1,600 cc以下）
- グループR2/VR2B（自然吸気は1,390 cc - 1,600 cc、ターボは927 cc - 1,067 cc）
- キットカー （1,600 cc以下）
- グループN （1,600 cc超 - 2,000 cc以下）

RC5
- グループN （1,600 cc以下）
- グループR1/ VR1A/VR1B（自然吸気は1,600 cc以下・ターボは1,067 cc以下）

### 実際に参戦可能な車両とクラス
2022年現在。車両の詳細は競技クラスを参照。
WRC
- WRカー（型落ちも含む）

WRC2
- グループRally2

WRC3
- グループRally3

FIA R-GTカップ
- グループR-GT

その他、これらのクラスとは別枠でASN（Authority Sport Nationale、各国の自動車協会）の認める地域選手権独自の規定の車両がエントリーすることも可能である。ただし安全基準はFIAのそれに準ずる。またチャンピオンシップポイントを得ることはできず、賞典外での参加となる。

## 競技クラス
WRCのほかにWRC2、WRC3を始めとするサポート選手権と、それに付随する各種カップが存在する。このうちWRC2とWRC3は全WRCイベントで併催される。こうしたいわゆる「下位クラス」は業界の事情に対して右往左往するような形で毎年大規模に賞典の変更が行われるため、情報を追う場合には特に注意が必要である。
タイヤは2022年現在、全クラスでピレリとなっている（ただしASN車両はこの限りではない）。

### WRC

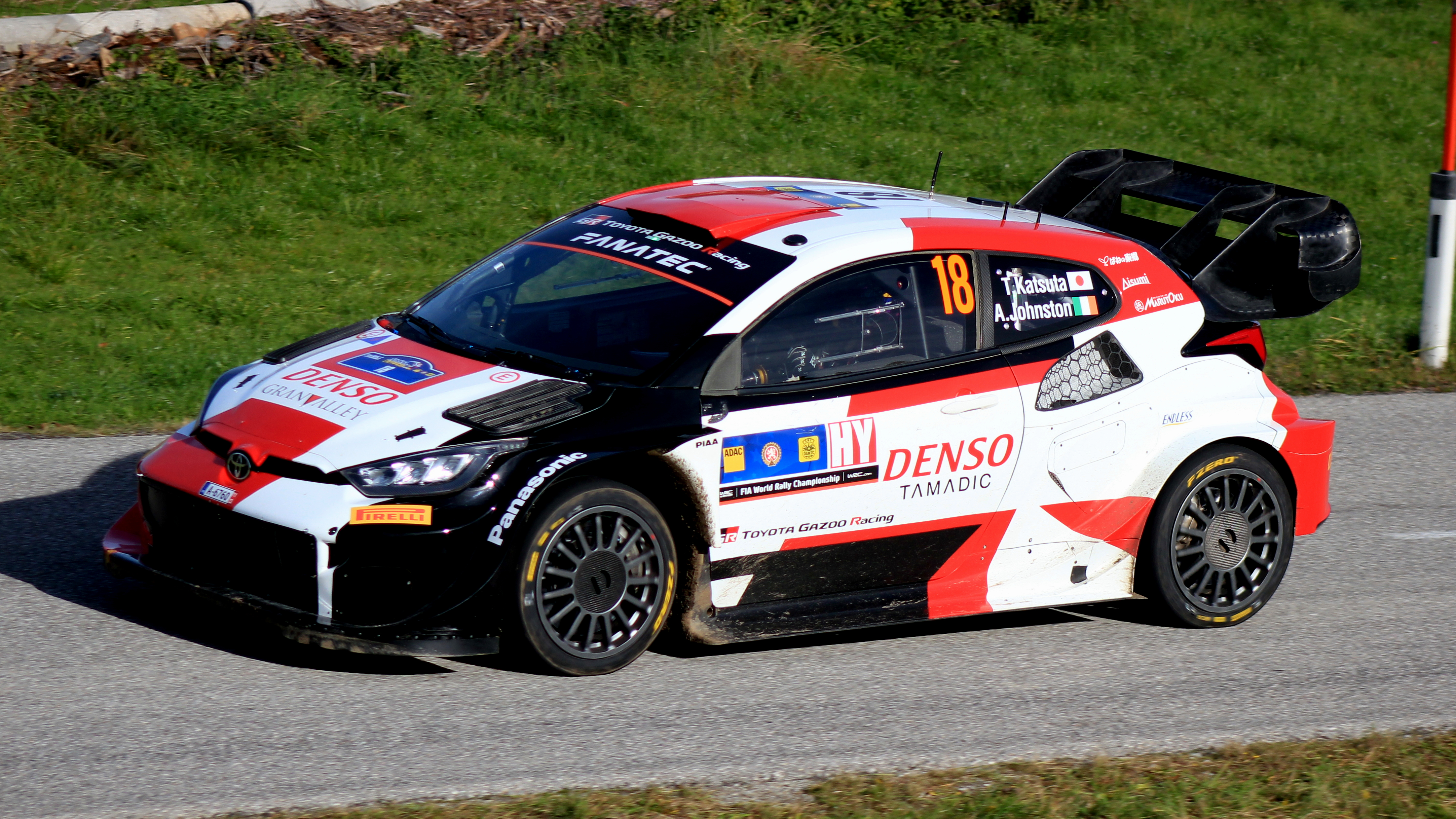
トヨタ・GRヤリス Rally1 ハイブリッド

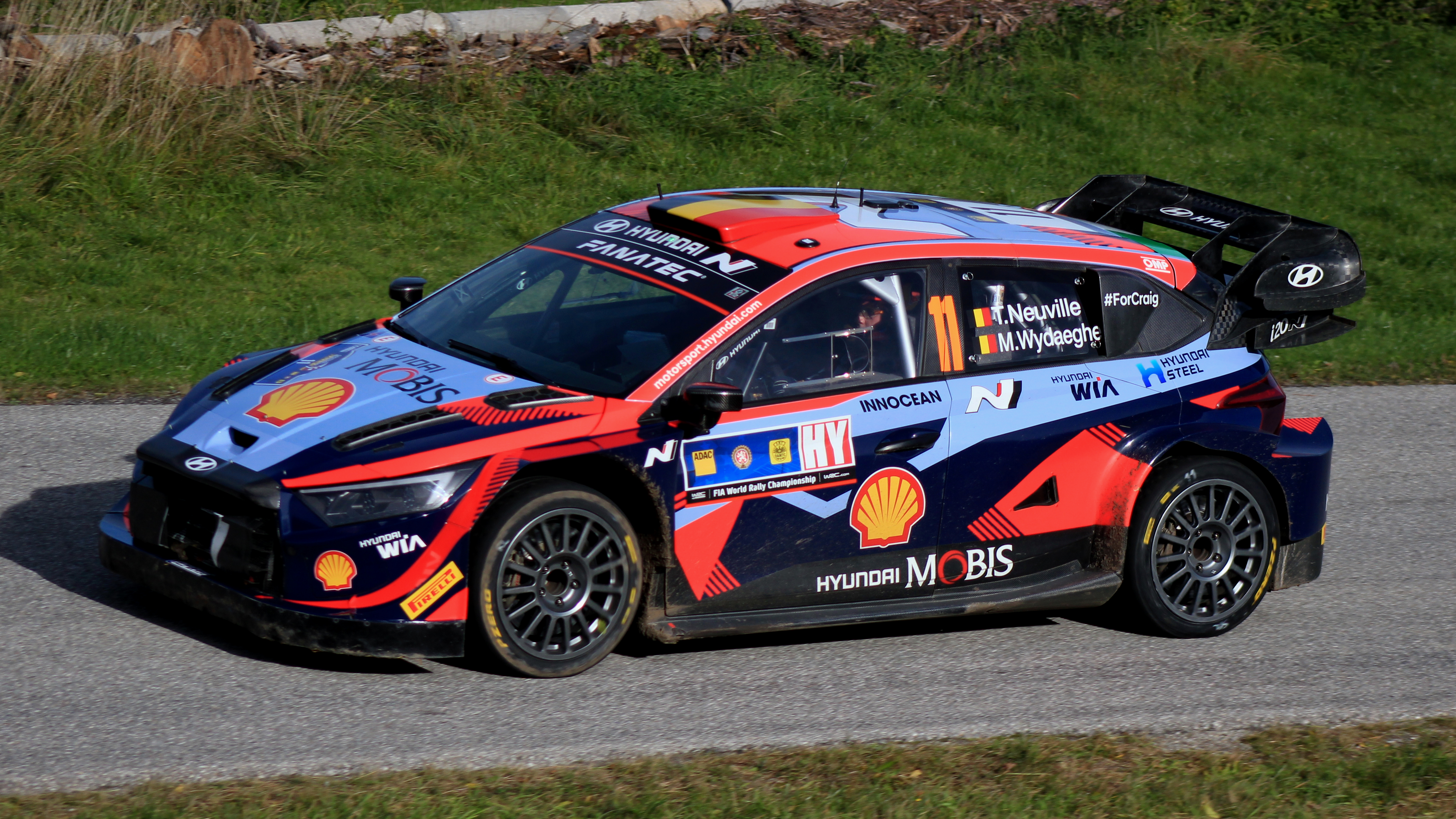
ヒョンデ・i20 N Rally1 ハイブリッド

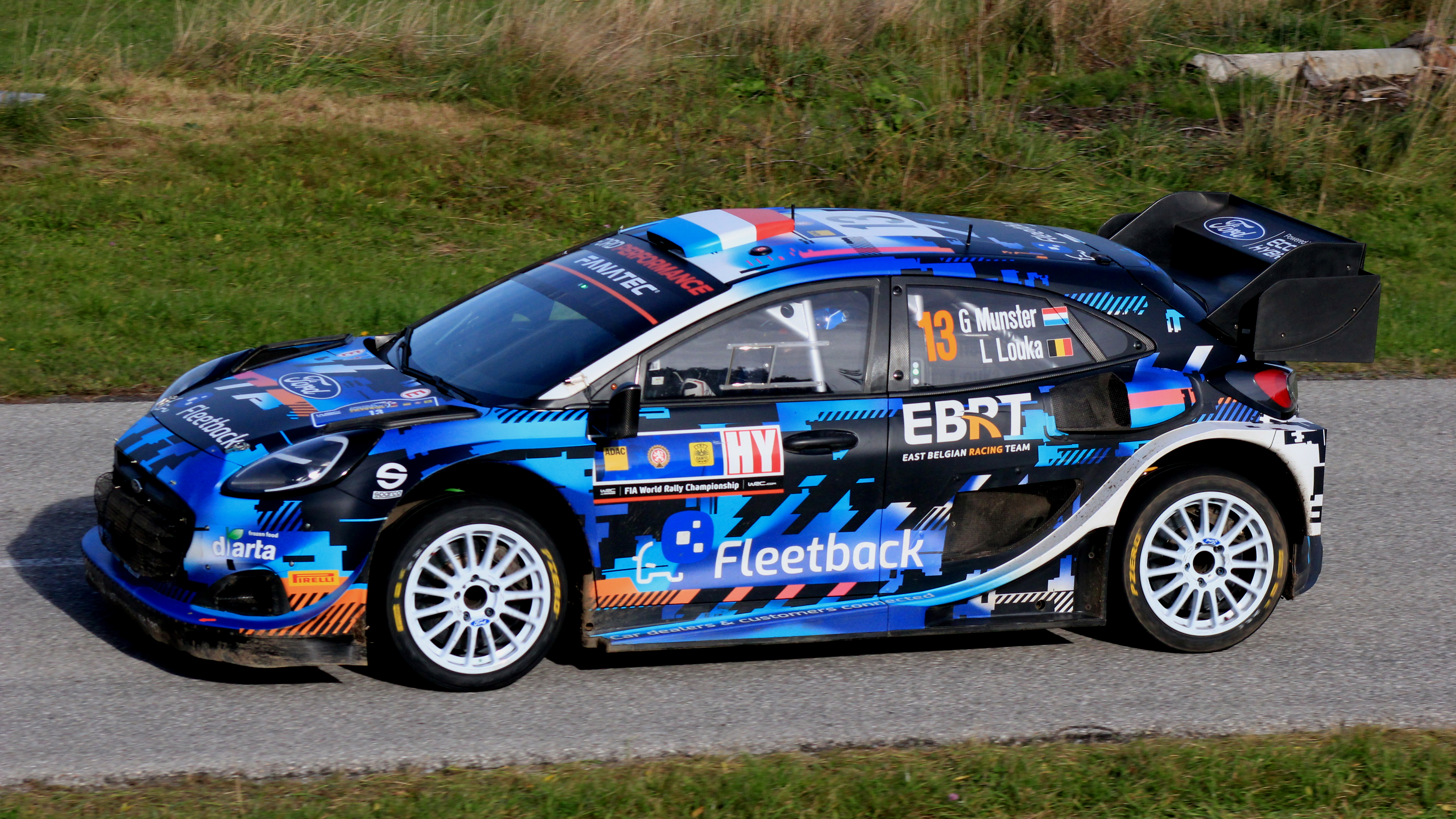
フォード・プーマ Rally1 ハイブリッド

選手権の名称にもなっている最上位クラス。1973年誕生。マニュファクチャラー（製造者）として参戦するチームは、全13戦で2台以上のエントリーが義務付けられている。ポイントは全戦有効。カーナンバーは基本的に1 - 30番だが、それ以外をリクエストすることも可能。2019年よりチャンピオンドライバー以外は「2 - 99」のうちから自由選択となった。
現在の車両規定はRally1である。市販車に由来しないパイプフレームと共通のハイブリッドシステム、SDGsの観点から精製されたバイオ燃料を用いているのが特徴となる。エンジンは先代のWRカー規定からキャリーオーバーされた直列4気筒1.6 Lターボの「GRE（グローバル・レース・エンジン）」と呼ばれる規格で、最高出力は約380 PS、最大トルクは約425 Nmを発生する。ハイブリッドの最大出力と組み合わせると500PS/500Nmにも達する。コスト削減のためパドルシフトとセンターデフ、電子制御デフは禁止されている。
ベース車両は古くはクーペやセダンが主流であったが、2000年代以降は小型化が進み、現在のラリー1はBセグメントハッチバックと同様のシルエットを採用している。
2018年まで規則上ではグループN、スーパー2000、グループA、グループRGT、グループRなども参戦可能であったが、実際にこれを用いるエントラントはなく、2019年以降は規則から削除されている。

#### 1998 - 2010年の主な車種
- シトロエン・C4 WRC
- シトロエン・クサラ
- シュコダ・オクタヴィア
- シュコダ・ファビア
- スズキ・SX4
- スバル・インプレッサ
- セアト・コルドバ
- トヨタ・カローラ WRC
- ヒュンダイ・アクセント
- フォード・フォーカスWRC
- プジョー・206
- プジョー・307
- 三菱・ランサーエボリューション（Gr.A）
- 三菱・ランサーWRC

#### 1987年 - 2001年の車種

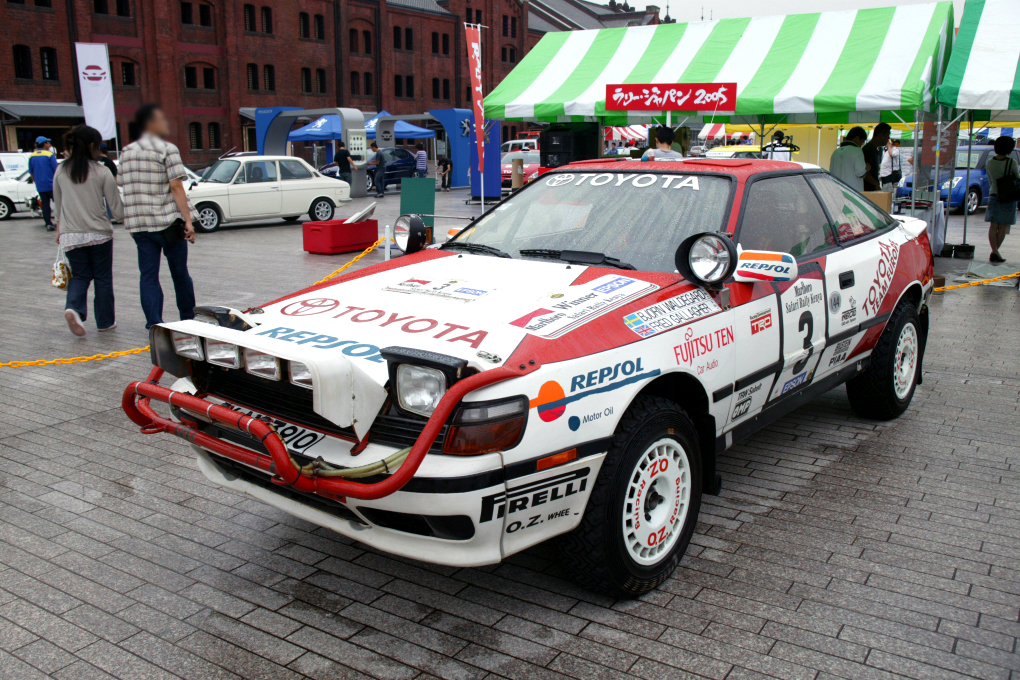
トヨタ セリカ GT-FOUR
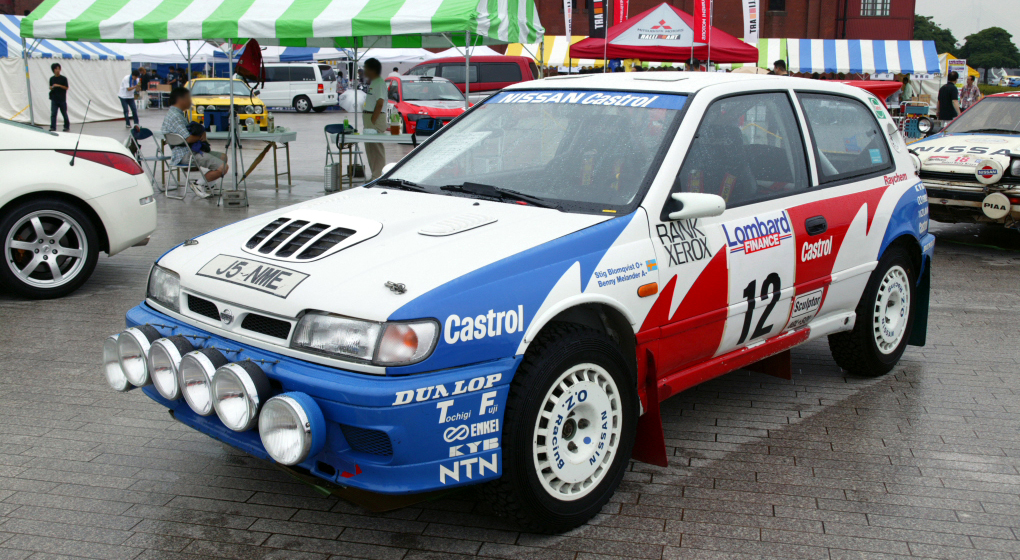
日産 サニー (パルサー) GTI-R
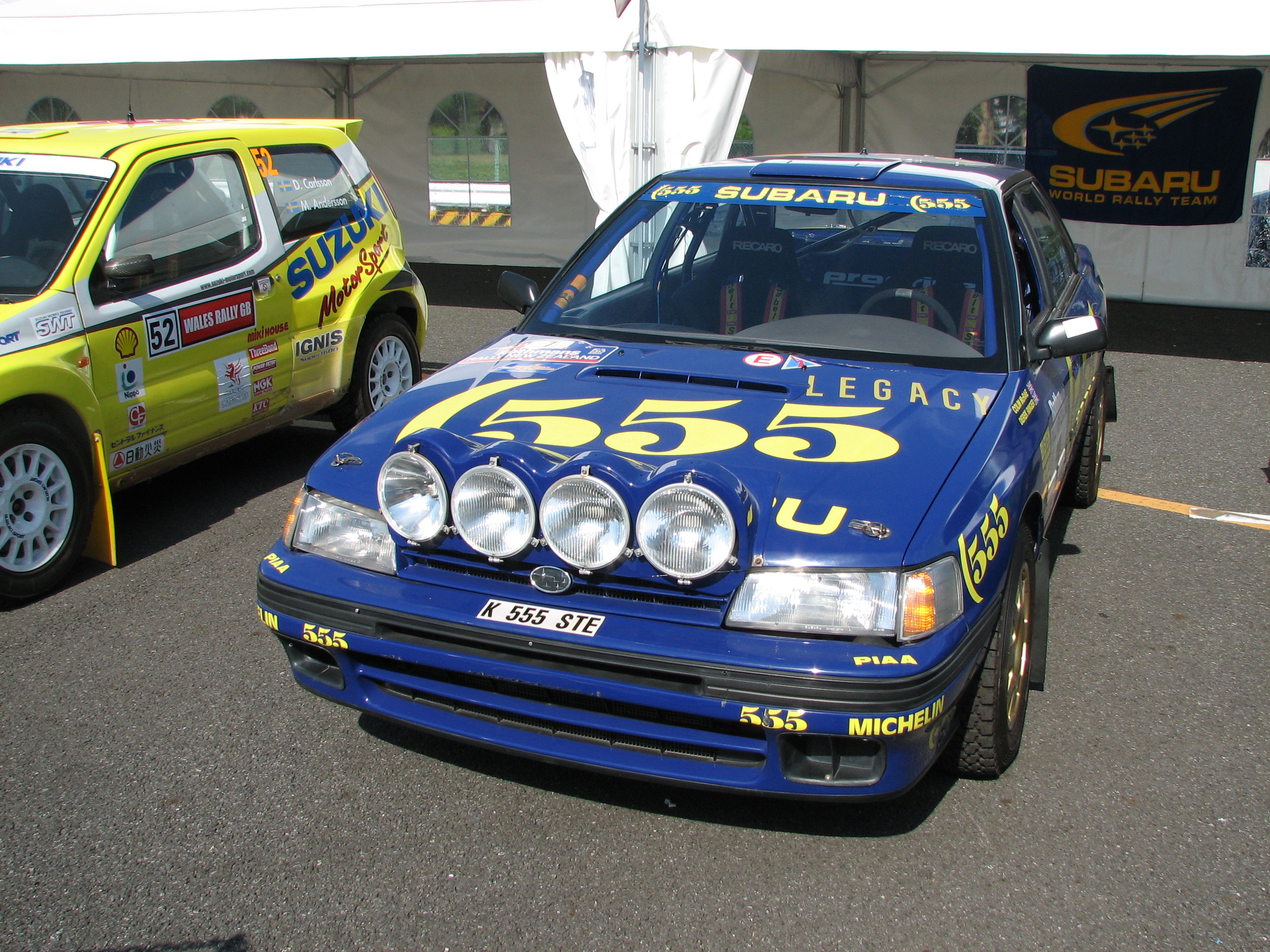
スバル レガシィRS
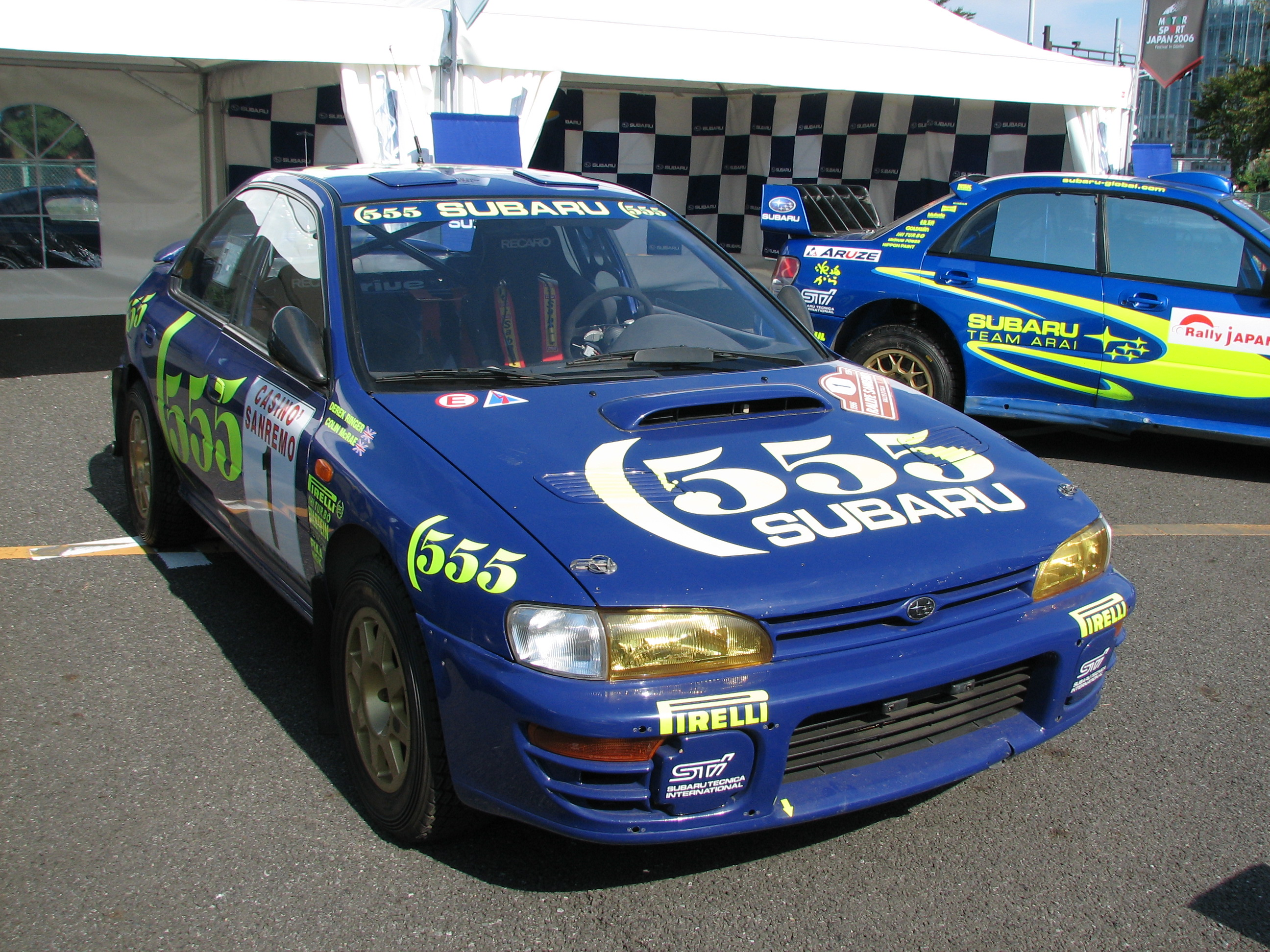
スバル インプレッサWRX

#### 2011- 2016年の車種
- シトロエン・DS3 WRC
- ヒュンダイ・i20 WRC
- フォード・フィエスタ RS WRC
- フォルクスワーゲン・ポロ R WRC
- ミニ・ジョン クーパー ワークス WRC

#### 2017-2020年の車種
- シトロエン・C3 WRC
- トヨタ・ヤリスWRC
- ヒュンダイ・i20クーペWRC
- フォード・フィエスタWRC

#### 2022年以降の車種
- トヨタ・GRヤリス Rally1 ハイブリッド
- ヒュンダイ・i20 Rally1 ハイブリッド
- フォード・プーマ Rally1 ハイブリッド

### WRC2

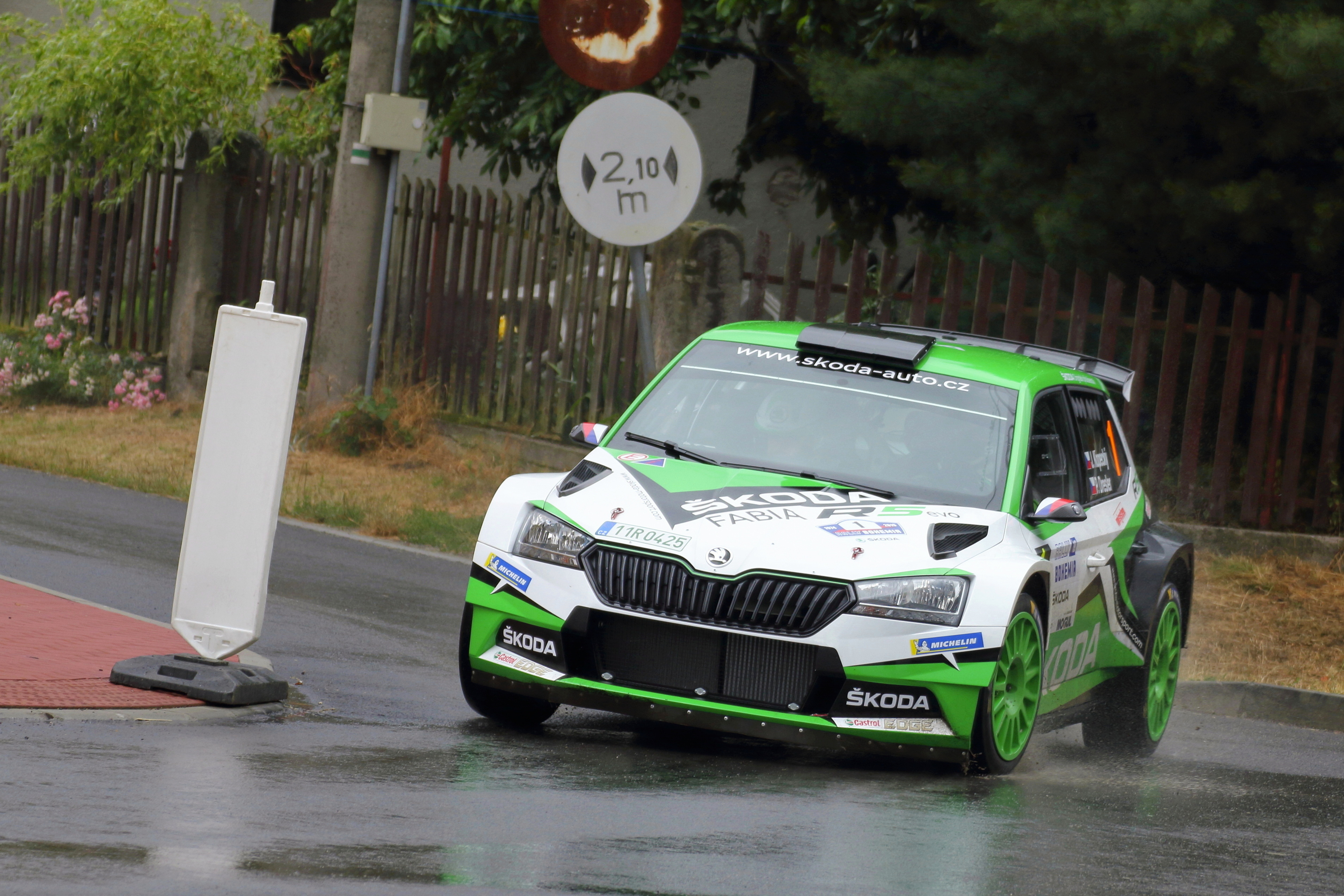
シュコダ・ファビアRally2

WRCの直下カテゴリ。2013年誕生。参戦した7戦のうち上位6戦分のポイントが採用される有効ポイント制である。カーナンバーは2018年までは31から60番。2019年より20番以降となる。歴史は長くないが、WRC3との絡みも合わせて参加車両・参加資格などの変更が非常に多くされてきたクラスである。
使用車両は2022年現在はRally2（旧名グループR5）車両のみで選手権が争われる。2013〜14年まではグループR4、2013 - 2018年まではグループN4、スーパー2000もエントリーできた。またWRC2発足当初はグループN4が対象の「プロダクションカーカップ」が設定されていた。2020年からは、オレカ製の共通コンポーネントおよび1.6リッターターボエンジンを搭載するRally2キットカー（旧R4キットカー）も参戦可能となる。
グループRally2/R5は元々はスーパー2000に代わる規定で、最大価格18万ユーロの規制の下に多数のメーカーが開発・販売を行っている。エンジンは市販車由来の1.6 Lターボで最大馬力280 PS程度、大規模な空力パーツも無いため絶対的な速さこそRally1に劣るが、コースやドライバーなどの諸条件が揃うと稀にRally1/WRカーを上回るパフォーマンスを見せることもある。コストパフォーマンスに極めて優れているためプライベーターからの人気が高く、シュコダのようにこのクラスを主戦場とするメーカーもいるため、かつてはRally2/R5規定を次期WRカーとする構想があったほどであった。結局それは実現していないものの、ワークスチームやプロドライバーが多数いる現状を鑑みて、彼らを対象としたWRC2プロクラスが開催されていたこともあった。WRC2プロは1年間のみの開催で、2020年からはワークス向けのWRC2プロを「WRC2」、プライベーター向けのWRC2を「WRC3」へと名称を置き換えることとなった。
2022年からは再びワークス・プライベーターともにWRC2に一本化され、高齢層のための「マスターカップ」と、WRC2/3優勝経験を持たない若年層のための「ジュニアカップ（WRC2ジュニア）」が賞典として施行される。2023年からはジュニアカップはまだRally2レベルのサポート選手権（WRC2/旧WRC3）の王者になったことのないドライバーによる「WRC2チャレンジャー選手権」に格上げされ、マスターカップは50歳以上のドライバーとRally2〜5またはR-GT車両が対象の「WRCマスターズカップ」へと変更された。

#### 2015年までの主な車種
- シュコダ・ファビア S2000
- プジョー・207 S2000
- プジョー・208 T16 R5

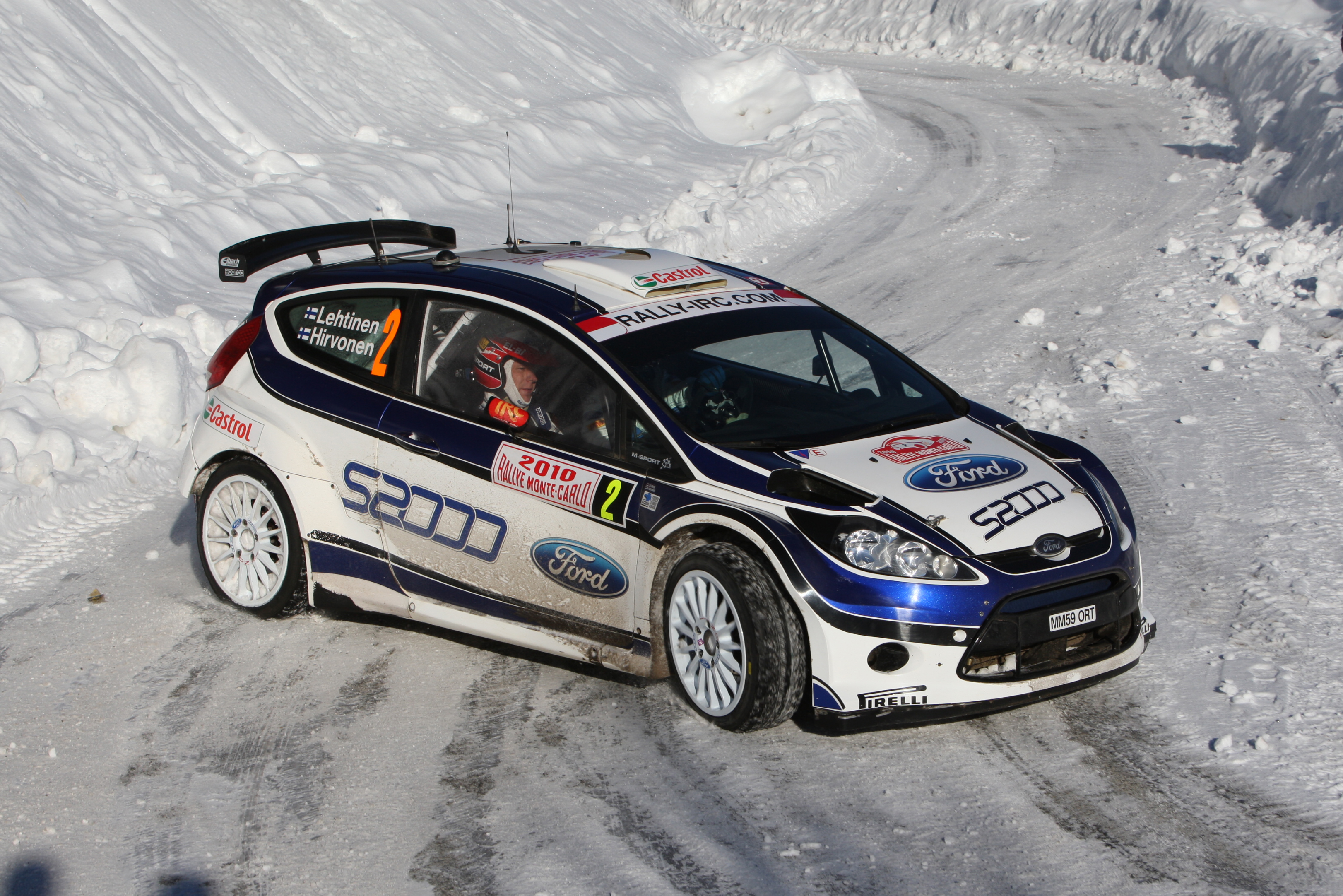
フォード・フィエスタ S2000

- フォード・フィエスタR5/S2000/RRC
- シトロエン・DS3 R5/RRC
- Mini・ジョンクーパーワークス S2000
- スバル・インプレッサ グループN/R4
- 三菱・ランサーエボリューション グループN/R4

#### 2016年以降の主な車種
- シュコダ・ファビア R5
- シュコダ・ファビア・R5エボ
- フォード・フィエスタ R5
- フォード・フィエスタMK-Ⅱ R5
- プジョー・208 T16 R5
- シトロエン・DS3 R5
- ヒュンダイ・i20 R5
- フォルクスワーゲン・ポロ GTI R5
- シトロエン・C3 R5
- ダチア・サンデロ Rally2キットカー
- フィアット・500X Rally2キットカー

### WRC3
2013年誕生。運営規則はほぼWRC2とかなり近く、13戦開催・7戦中6戦の有効ポイント制を敷く。歴史は短いながら車両規定の変遷が激しく、廃止と復活も経験している。
もともとはワンメイク化されたJWRCに代わって登場した、WRCの二輪駆動車部門で、2018年までは二輪駆動のグループR車両（＝R1・2・3、現在のRally4・5）で争った。またJWRCの車両はWRC3の規則と合致するため、両クラスに同時エントリーが可能となっていた。JWRCは出走イベント・参戦マシン・タイヤメーカーなどを選べないハンデはあるが、実際にはJWRCのエントラントがWRC3でも上位をほぼ占めており、両選手権でチャンピオンを獲得することの方が多かった。この頃はWRC3としてのメディア露出はほとんどなく、2018年終了を以て一旦廃止された。
2020年にRally2車両のプライベーター向けクラスとして復活したが、最終戦ラリー・モンツァにて前年までヒュンダイワークスドライバーのアンドレアス・ミケルセンがスポット参戦し優勝したことで苦情が発生。その影響で2021年以降、過去5年以内にWRCクラスでマニュファクチャラーズポイントを獲得した者又はWRC2/3チャンピオンのWRC3参戦を禁止するという一幕があった。
2022年からは新生'Rally3車両（コスト規制10万ユーロで210 PS程度の四輪駆動車）が導入され、明確にWRC2と区別される。

#### 2018年までの主な車種

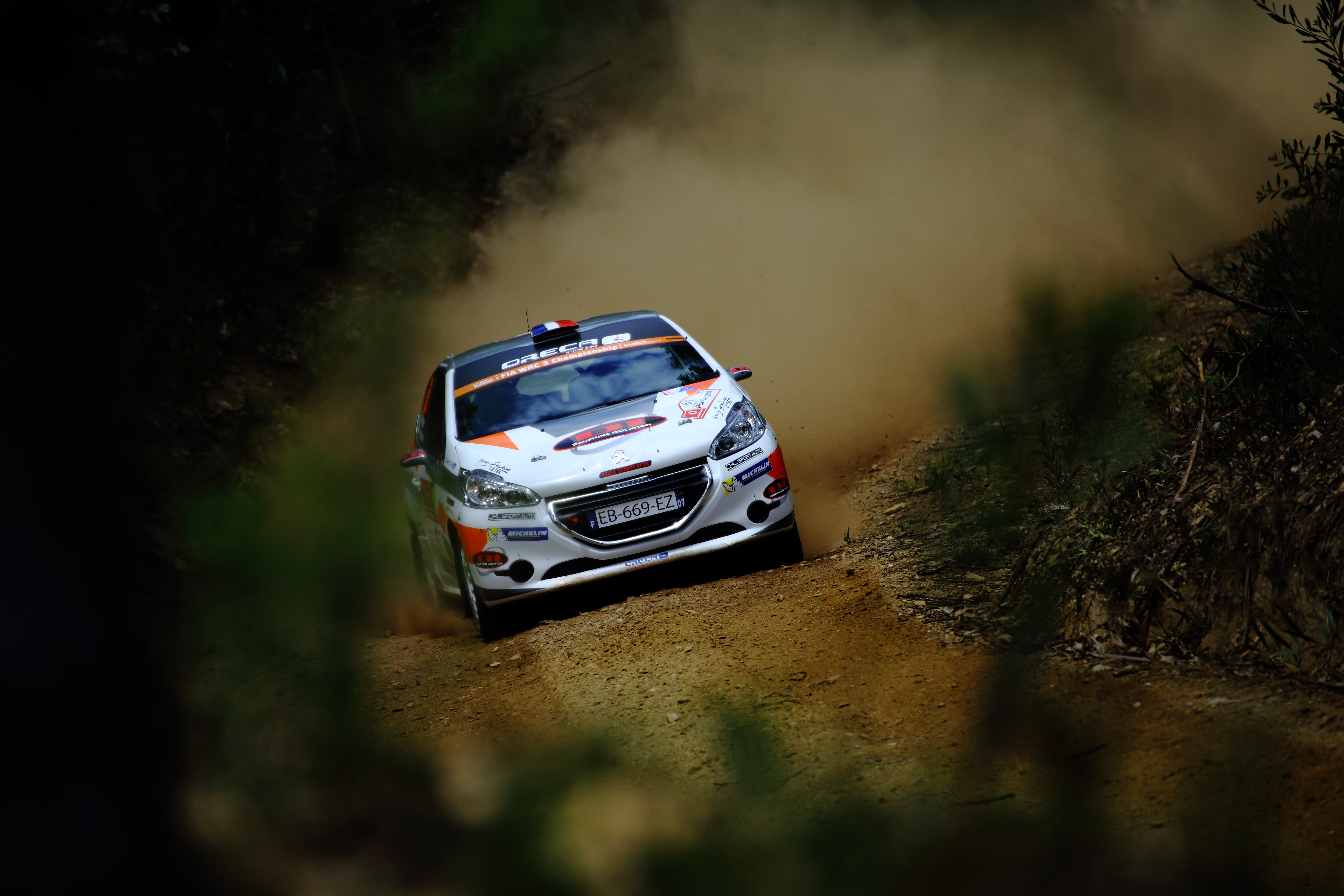
プジョー・208 R2

- シトロエン・DS3 R3
- フォード・フィエスタ R2T
- ルノー・クリオ RS R3T
- プジョー・208 R2
- トヨタ・GT86 CS-R3

#### 2022年以降の主な車種
- フォード・フィエスタ Rally3

### JWRC

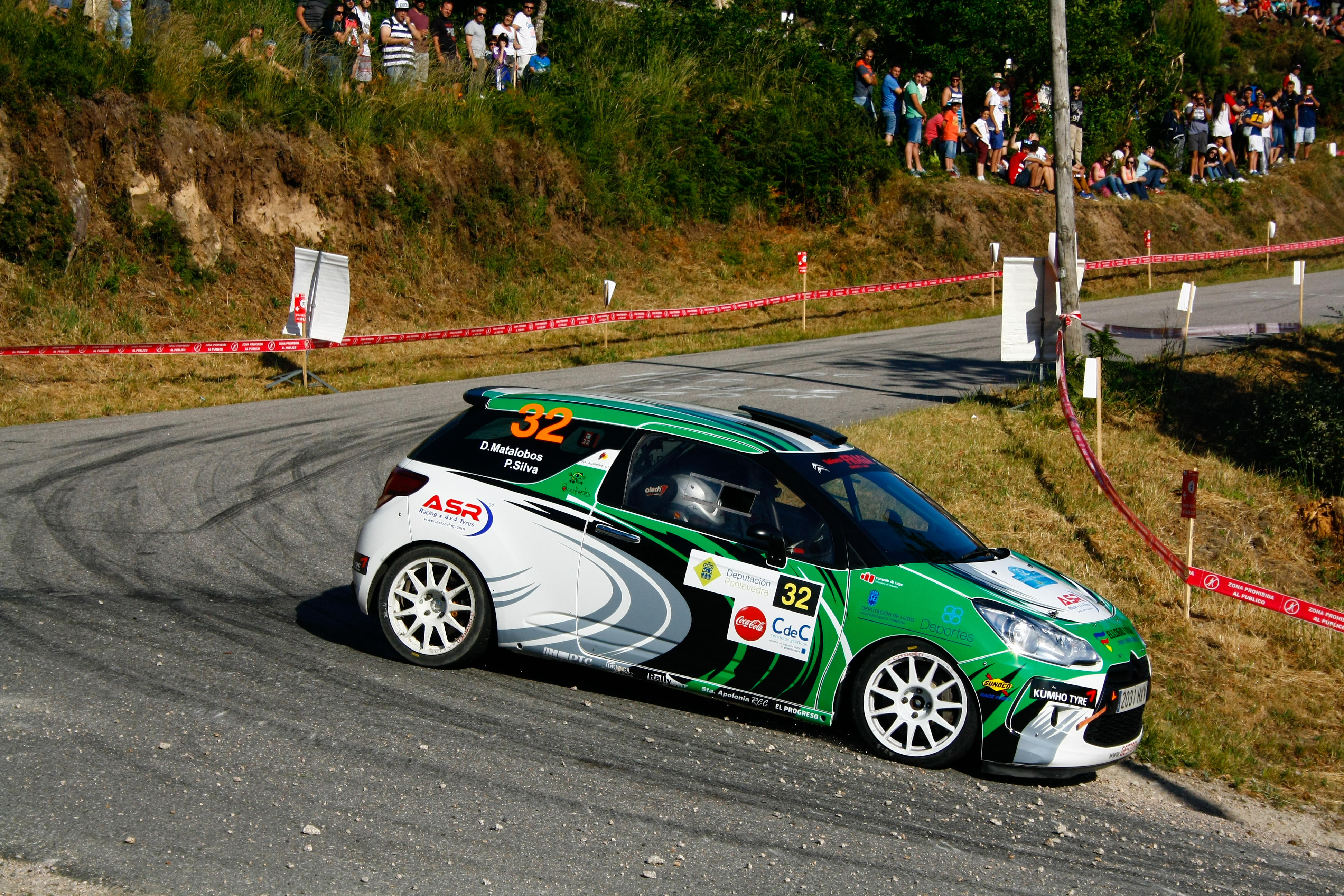
シトロエン・DS3 R3T

WRCの育成向けクラス。2002年誕生。WRCクラスの有力マニュファクチャラーで知られるMスポーツのポーランド法人がプロモーターを務める。年間5 - 7戦で、ポイントは全戦が有効となる。カーナンバーは61から80番。2015 - 2016年と2019年以降に、1イベント中各国で最もポイントを稼いだドライバーをポイント対象とし、年間最もポイントを稼いだ国に贈られる「JWRCネイションズトロフィー」が設定されている。
参戦には29歳以下で、かつWRカーでマニュファクチャラーポイントを獲得したことが無いドライバーという制限が課されており、WRCへの登竜門的な存在となっている。以前はJWRCでチャンピオンになってすぐWRCで活躍するドライバーも多かったが、近年はWRCの出場枠が少ないことやWRカーの戦闘力が以前より上がったこともあり、一旦WRC2へステップアップするドライバーが多い。運営側でも、優秀な成績を収めたドライバーには翌年WRC3に参戦するための費用やマシンが与えられる。
2011年から車両・タイヤともにワンメイクとなっている。従来の指定車両は前輪駆動車のみであったが、2022年からは四輪駆動のフォード・フィエスタRally3が指定されている。
前身は1993 - 1999年開催の、二輪駆動＋自然吸気エンジン車のF2規定車両のための「FIA 2リッターカップ」（正式名称は「FIAカップ・フォー・マニュファクチャラー・オブ・ツーリングカー」）。2001年に改めて開催された「FIAスーパー1600カップ」が翌年にJWRCと改称された。2006年以降はスーパー1600に加えて1,600cc以下のグループA3キットカー、2,000cc以下のグループN3、グループR2・R3規定など多彩なマシンのエントリーも認められるようになった。2007年のみヨーロッパ以外での開催が無かったため、“W”が取れ「JRC」となった。エントラントの減少から、2011年に車両・タイヤがワンメイク化された。2011 - 2012年の名称は「WRC アカデミー」であったが、2013年にはサポートカテゴリ再編と共に「JWRC」に戻った。2022年のみWRC2ジュニア/WRC3ジュニアへと分化しているが、Mスポーツのブランド戦略上の意向により、WRC3ジュニアについては「JWRC」の呼称が残された。WRC2ジュニアの発展解消により、2023年からは正式にも「JWRC」として開催される。

#### 2010年までの主な車種

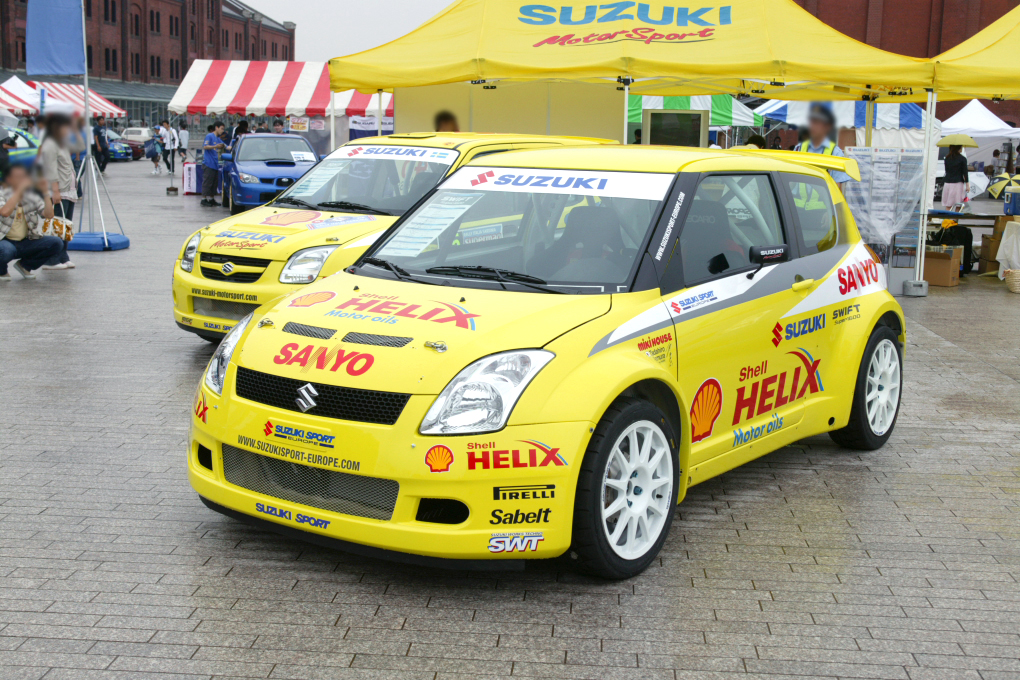
スズキ・スイフト S1600。奥はスーパーイグニス (先代スイフト)

- オペル・コルサ
- オペル・アストラ
- シトロエン・サクソ
- シトロエン・C2
- スズキ・スイフト
- スズキ・イグニス
- フィアット・プント
- フォード・プーマ
- フォード・フィエスタ
- フォルクスワーゲン・ポロ
- プジョー・206
- ホンダ・シビックタイプR
- MG ZR
- ルノー・クリオ

#### ワンメイク化後の車種
- シトロエン・DS3 R3T（2014 - 2016年）
- フォード・フィエスタ R2 （2011 - 2013年、2017 - ）
- フォード・フィエスタ Rally3　（2022年 - ）

### FIA R-GTカップ
クーペをメインとした、グループR-GTを対象とするカテゴリ。WRCとの併催が多いが、他のサポート選手権と異なり世界タイトルはかけられておらず、ERC（ヨーロッパラリー選手権）などとも併催されている。

#### 主な車種
- ポルシェ・997 GT3
- アバルト・124 R-GT

### 過去に存在した選手権

#### プロダクションカー世界ラリー選手権 (PWRC)

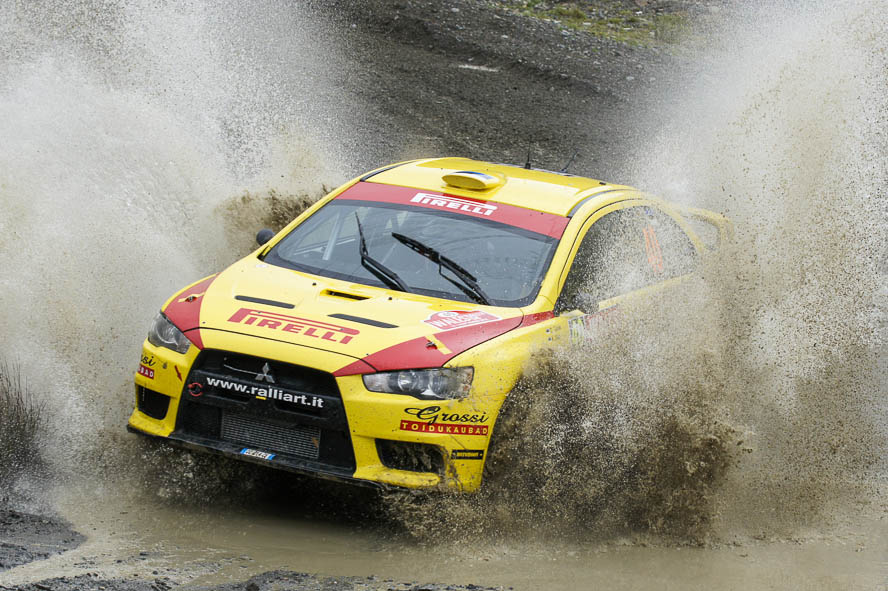
三菱・ランサーエボリューションX

2002 - 2012年開催。市販車に安全装備など最低限の改造のみを施した、グループN規定の車両を中心に戦う。前身は1987年から開催されていたFIAプロダクションカーカップ。チームタイトルに当たるものは存在しない。
スバル・インプレッサと三菱・ランサーエボリューションの寡占状態が長く続いたため、2007年からスーパー2000車両も許可され、2011年からはJWRCのワンメイク化に伴いR1 - R3車両のための2WDカップが創設された。2010年にスーパー2000はSWRCへ分離され、2013年にはグループN4車両はWRC2のプロダクションカーカップ、2WDカップはWRC3へと発展してPWRCは消滅した。
日本人・日本車の活躍が多く、新井敏弘が2度のドライバーズタイトル、奴田原文雄がモンテカルロで優勝を飾る活躍を見せた。前身のFIAプロダクションカーカップでも三菱・スバルの他マツダ・日産がチャンピオンマシンとなっており、日本人では西山寛が総合ランキング2位に入っている。なお2005年頃までは「PCWRC」と表記されていたが、現在は「PWRC」と表記するのが通例である。

##### 主な車種
- 三菱・ランサーエボリューション
- スバル・インプレッサ
- プロトン・パート
- プジョー・207 S2000 (2007年-)
- MG ZR S2000 (ラリーGBに出場)
- アバルト・グランデ・プント S2000 (2007年-)
- シュコダ・ファビア S2000 (2009年-)
- トヨタ・カローラ S2000 (ラリー・オーストラリアに出場)
- シトロエン・DS3 R3 (2011年-)
- フォード・フィエスタ S2000

#### スーパー2000世界ラリー選手権 (SWRC)

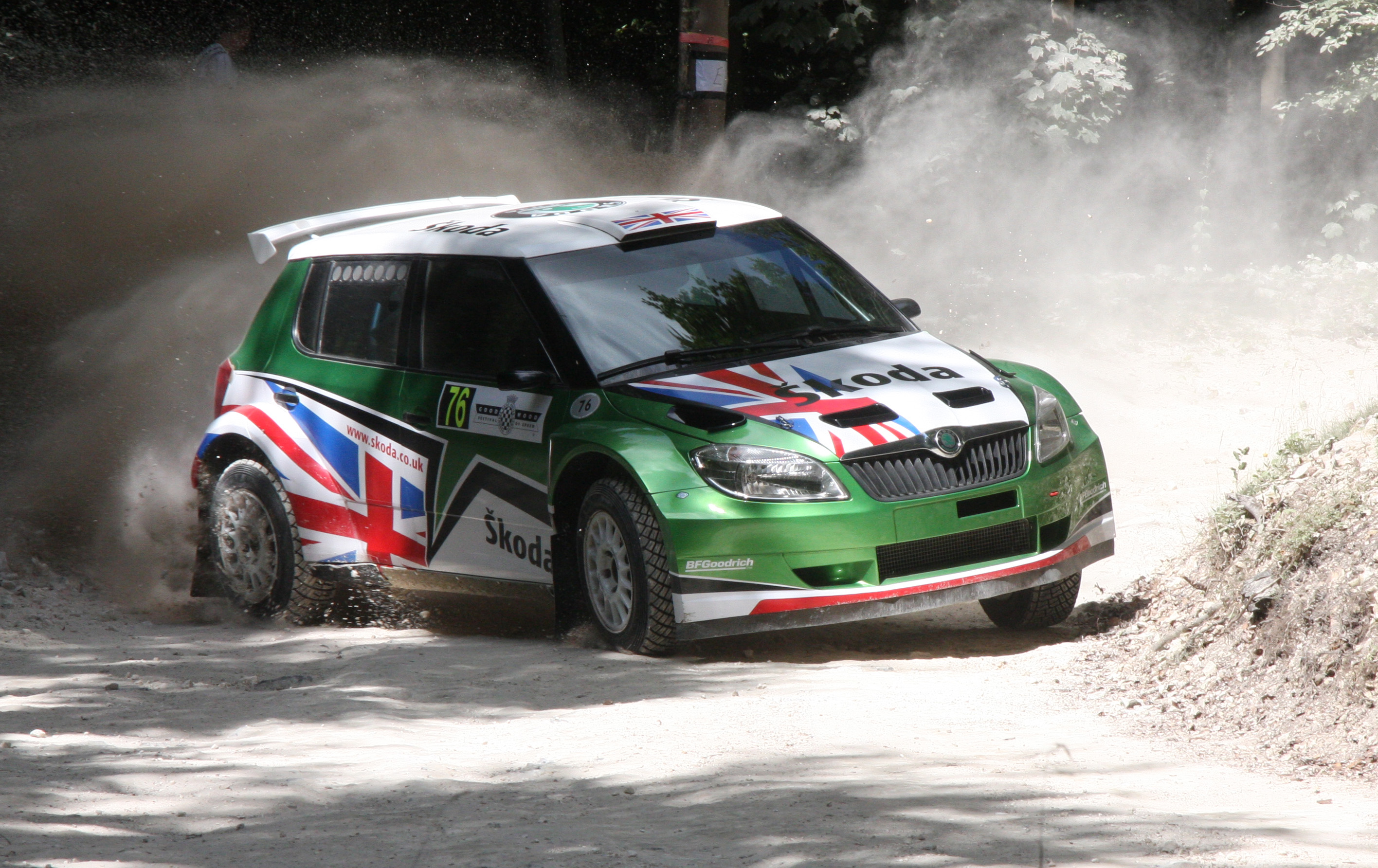
シュコダ・ファビア S2000

2010年〜2012年開催。市販車を自然吸気2.0 Lエンジン・四輪駆動に換装するスーパー2000規定と、グループN4の戦闘力の乖離を鑑みて創設された。また初年度のみチームタイトルとして、選手権名の原案でもあった「WRCカップ」が掛けられた。マシンはスーパー2000の他、2011年からグループR4車両も可とされた。わずか3年のみの開催で、2013年よりWRC2へ移行した。

##### 主な車種
- フォード・フィエスタ S2000
- シュコダ・ファビア S2000
- アバルト・グランデ・プント S2000
- プジョー・207 S2000
- プロトン・サトリアネオ S2000 (2012年 - )
- 三菱・ランサーエボリューション R4

#### WRC2プロ
2020年～2021年のWRC2に相当するクラス。ワークスチームやプロドライバーが対象で、グループR5で2019年のみの1年間だけ争われた。

#### その他の賞典・トロフィー
- レディースカップ - 1990 - 1995年開催。女性ドライバーが対象。
- チームズカップ - 1998 - 2001年開催。プライベーターチームが対象。
- WRCトロフィー - 2017年のみ開催。2016年までのWRカーが対象。参戦した車両はフォード・フィエスタ RS WRC、シトロエン・DS3 WRC、ミニ・ジョン クーパー ワークス WRC。

## ポイントシステム

### ドライバー選手権/コ・ドライバー(ナビゲータ)選手権
2023年までは全クラス共通で、最終日のSS終了時の順位で1位から10位までに25, 18, 15, 12, 10, 8, 6, 4, 2, 1ポイントが与えられ、1シーズンで最も多くのポイントを獲得したドライバー/コ・ドライバーがドライバーズチャンピオン/コ・ドライバーズチャンピオンとなる。
WRC、WRC2、WRC3のエントリー車両に限り、総合成績に関係なくイベントの最終SSの1〜5位にそれぞれ5-4-3-2-1ポイントのボーナス点が与えられる（パワーステージ）。JWRCのみ、各SSで最速タイムを記録するたび1ポイントの「ステージポイント」が与えられる。
2024年より新ポイントシステムが採用され、土曜日までの総合順位に加え、スーパーサンデーと呼ばれる最終日の日曜日のSSのみの総合順位を合算するものへと変更した。土曜日の総合順位の1位から10位まで18, 15, 13, 10, 8, 6, 4, 3, 2, 1。最終日は1位から7位まで7, 6, 5, 4, 3, 2, 1。この二つのポイントに加え、パワーステージでのボーナスポイントを含めた結果が大会のポイントとなる。この結果、2023年シーズンまでよく見られた優勝ドライバーがパワーステージも制してフルポイントの30Pを獲得する難易度がかなり上昇した。また、日曜日にクラッシュやトラブルによるリタイアを喫した場合は、土曜日のポイントは無効となり、それぞれ順位が繰り上がったポイントが付与される。
そのため、2023年までは優勝したドライバーが大会における最多のポイントを獲得していたが、2024年シーズンより2位以下のドライバーが最多ポイントの獲得が可能となった。実際、2024年の第2戦では優勝したエサペッカ・ラッピが最終日にマージンを保って攻めの走りを行わず、土曜日3位・総合2位フィニッシュでパワーステージでもポイント加算したエルフィン・エバンスが優勝したラッピより総ポイント数が多いという事態も発生している。
下位クラスのWRC2/WRC3/JWRCはクラス別にポイントが設けられているが、最高峰のWRCのドライバーだけはクラス順位ではなく総合順位からポイントが決定する。また下位クラスのドライバーでも総合順位次第でWRCのポイントを獲得できる（ただしASN車両では獲得できない）。
WRC2は7戦中上位6戦(そのうち1戦は欧州外イベントが絶対条件)、WRC3は最初に参戦した7戦中上位5戦の有効ポイント制となっている。2020年のJWRCは最終戦のみポイントが倍となる。

### マニュファクチャラー選手権
WRカーの製造者（マニュファクチャラー）が該当し、WRCで開催される。WRCの場合同選手権にエントリー出来るのはマニュファクチャラー毎に1チーム3台までで、2チーム目（4台目）以降はマニュファクチャラーズポイントは与えられない。各マニュファクチャラーの、各イベントの上位2名の順位が加点対象となる。またWRC2は2台までがエントリーでき、ポイント対象は1台のみである。
ドライバーズタイトルと異なり、下位クラスのマシン・各マニュファクチャラーの最下位者1名・リタイア者を排除した順位でポイントを決める。例えば3名×4マニュファクチャラー＝12名がマニュファクチャラー参戦している状態で、仮に全車がデイリタイアを喫しつつも完走した場合、マニュファクチャラー選手権の加点対象は12名―（各メーカーの最下位者×4）＝8名となるため、最低順位は8位となる。つまりこの場合どんな形でも最終日の最終SSを走りきれば、7位＋8位分の6＋4＝10ポイントは必ず獲得できる。年間最も多くのポイントを獲得したメーカーがマニュファクチャラーズチャンピオンとなる。
2021年よりパワーステージにてマニュファクチャラーズ選手権ポイントも加算される。ドライバーズ選手権のパワーステージ同様に各マニュファクチャラーは、パワーステージの上位5人のうち、自チームのポイント対象ドライバーの上位2名のポイントを獲得できる。
2024年よりマニュファクチャラーズ選手権にも上記の新ポイントシステムが採用され、土曜日と日曜日のポイントを合算したものへと変更となった。
なおWRCが誕生した当初はドライバーズ選手権はなく、マニュファクチャラーズ選手権のみであった。1970年後半から～80年半ばまでは、総合順位とグループB/A/N内の順位を表で照らし合わせて、18～1ポイントまでを割り振るという少々複雑なポイント付与が行われていた。またマニュファクチャラーズポイント対象外に設定されるイベントもあった。

### チームズ選手権
WRC2ではマニュファクチャラーズ選手権の代わりに「チーム選手権」が設定されている。1チームにつき最大2名が対象で、3人目以降は別チームの扱いとなる。そのイベントで最もポイントを多く獲得した1名がポイント対象。ドライバーズ選手権同様、13戦中8戦の有効ポイント制で、チームのドライバーのうち1名でも参戦すればポイント対象となる。年間通して最もポイントを獲得したチームがチームズチャンピオンとなる。
JWRCと2020年以降のWRC3にチーム選手権に該当するものは存在しないが、JWRCではイベント毎各国で最も多くポイントを稼いだ者が対象の、「JWRCネイションズトロフィー」と呼ばれる国別対抗戦が存在する。

## 車両の変遷

### WRC草創期

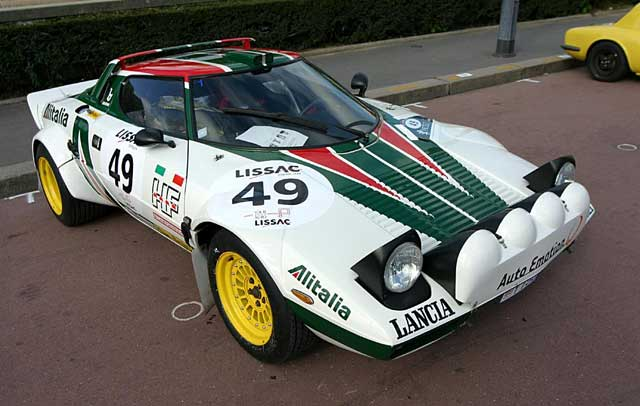
ランチア・ストラトス

1973年のWRC創設から1980年代初頭までは「連続する12ヶ月間で1000台以上」の生産義務があるツーリングカーのグループ2と、「連続する12ヶ月で500台」のグランドツーリングカーのグループ4規定で競技が行われた。ただしグループ2は「連続する12ヶ月で生産台数5,000台」のグループ1、グループ4は「連続する12ヶ月で1,000台」のグループ3の公認もそれぞれ取得することが前提であった。各メーカーは市販車を強化した特別仕様車であるホモロゲーションモデルを販売し、その車両をベースにグループ2・グループ4の競技用車両を開発していた。
目敏いランチアはグループ3のパワートレインだけを移植したような、ミッドシップのグループ4マシン・ストラトスを生産してWRCを席巻。マニュファクチャラーズ選手権を3連覇した。しかしあまりに市販車と乖離していることから宣伝にならないと親会社のフィアットが難色を示し、ランチアの代わりにフィアット（アバルト）が前面に出ることとなった。ここにフォード、オペル、タルボなどが絡む形となっていった。
当時はピックアップトラックやクロスカントリー車を排除する目的で2WDが義務付けられていたが、アウディは4WDを乗用車に載せた上でFIAを説得し、4WDを認めさせた。そして1981年からフルタイム4WDとターボエンジンを採用したアウディ・クワトロがラリーを席巻し、その後のラリーカーの方向性を決定づけた。その後グループ1 - 8規定を廃止し、1983年から新規定に移行することが発表された。1982年は新旧両規定に基づいた車両が使える移行期間であった。

### グループB時代 (1982年 - 1986年)

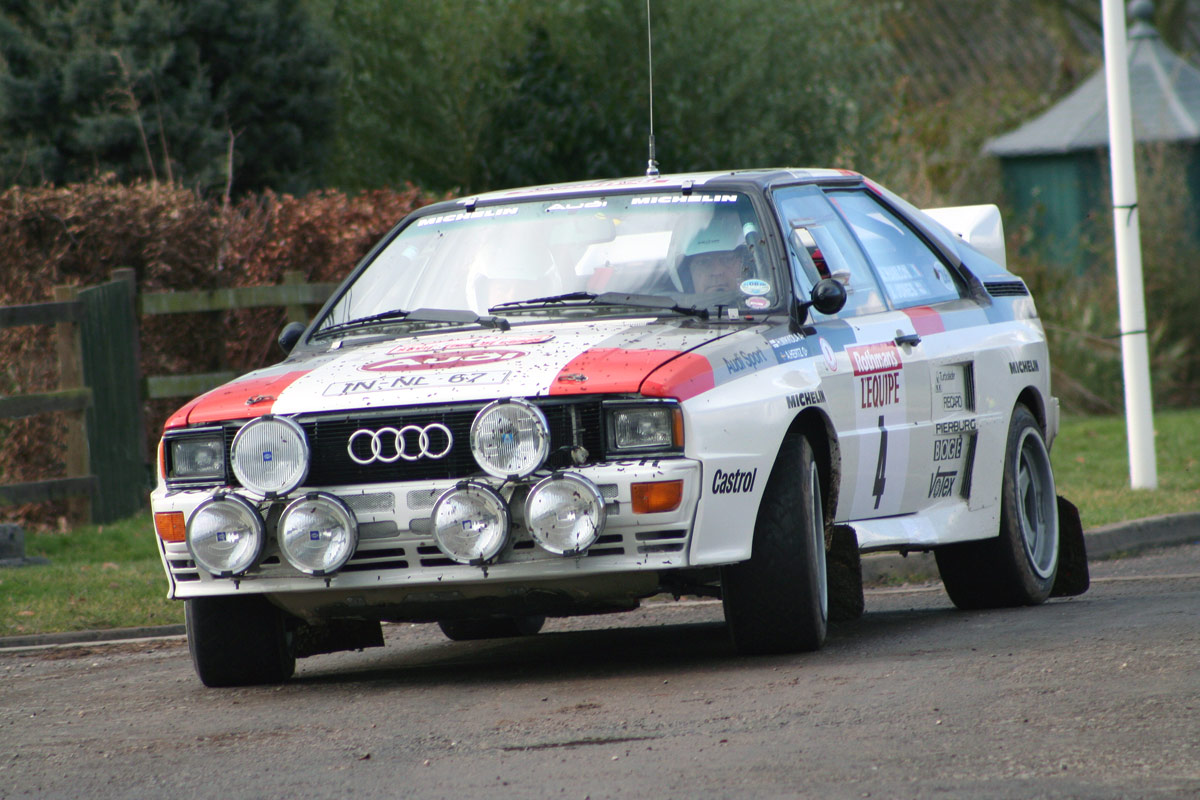
アウディ・クワトロ A2

グループ1-8と複雑になっていた規定がグループN、A、B、C、D、E、F、Tに簡素化され、このうちWRCはグループB・グループA・グループNを採用した。グループBの生産義務はメーカーの参入を促すため「12ヶ月間に20台の競技用車両を含む200台」と非常に緩く設定されており、これによりさらに高性能で過激なラリー専用車両が続々登場した。グループB車両のほとんどは鋼管スペースフレームに市販車に似せたデザインのFRP若しくはC-FRP・ケブラー製のカウルを被せ、400 - 600 PSと言われた高出力の過給エンジンをミッドシップに搭載し、フルタイム4WDで駆動するといった物であり、メーカー各社は先鋭化した高性能車両を競って生み出していく。際限の無い競争の結果として開発コストが上昇したため、FIAはグループBよりも金銭的な負担が少なく、競争が激しくなるような新しいカテゴリーとしてグループS構想を発表した。
グループB規定により走行スピードは劇的に向上したが、安全面がその進化に追いつかず、多くの事故と犠牲者を生み出すこととなった。1985年ツール・ド・コルスでのランチアのアッティリオ・ベッテガの事故死、同年アルゼンチンラリーでのプジョーのアリ・バタネンの事故、1986年ポルトガルラリーでフォードからワークスエントリーしていたヨアキム・サントスが多数の観客を死傷させるなど、ワークスドライバーが絡む事故が多発。そして、1986年のツール・ド・コルスで発生したランチアのヘンリ・トイヴォネン / セルジオ・クレスト組の事故死を受けて、FIAは事故の翌日に以後のグループB車両のホモロゲーション申請を却下することを発表し、その後1986年を以てグループBの廃止を決定、翌1987年からは世界選手権はそれまで下位クラスであったグループAで行われることを発表、同時にグループS構想も消滅した。

### グループA時代 (1987年 - 2001年)

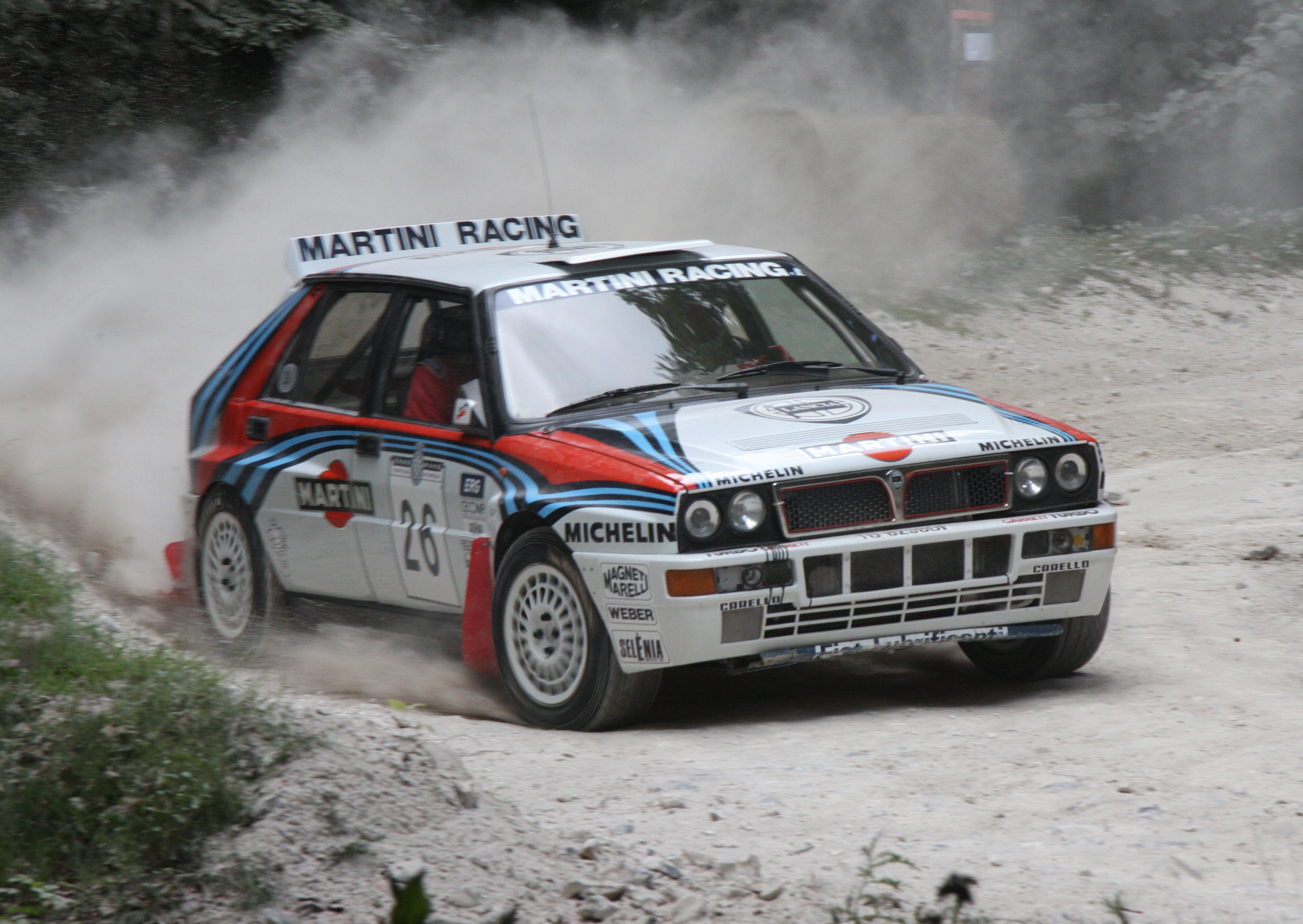
ランチア・デルタ インテグラーレ

1987年の世界ラリー選手権は従来は下位カテゴリであったグループA規定に移行し、ベース車両は継続した12ヶ月間に5,000台（1993年より2,500台）以上の生産が義務づけられたほか様々な改造規制が加えられて市販車に近いものとなった。またグループBの教訓を忘れないFIAは1990年にエアリストリクターの装着を義務化し、最大出力を300馬力以下に抑えた。しかし4WD技術とタイヤの性能の進歩によりハンドリングは改良され続け、車両性能は落ちるどころか年々向上。エンジンも開発リソースがトルクの増強に回された結果、グループBに匹敵する400Nm級のトルクを発揮。こうした進歩により3年後にはグループBのマシンを凌駕する速さを身に付けた。
当初こそBMW・M3やルノー・5ターボ、日産・200SXといった後輪駆動車が総合優勝できたこともあったが、1990年代に入るとフルタイム4WDと2.0 Lのターボエンジンが必須装備となっていた。グループA導入時にスポーツ走行用の4WDを備えた市販車を製造していたメーカーはランチア・アウディ・フォード・マツダがいたが、アウディは大柄すぎるボディが環境に合わずに撤退。以降もその様な高性能な装備の市販スポーツ車両を生産・販売出来る欧州メーカーはランチア以外無く、トップカテゴリを戦えるメーカー数は大幅に減少した。

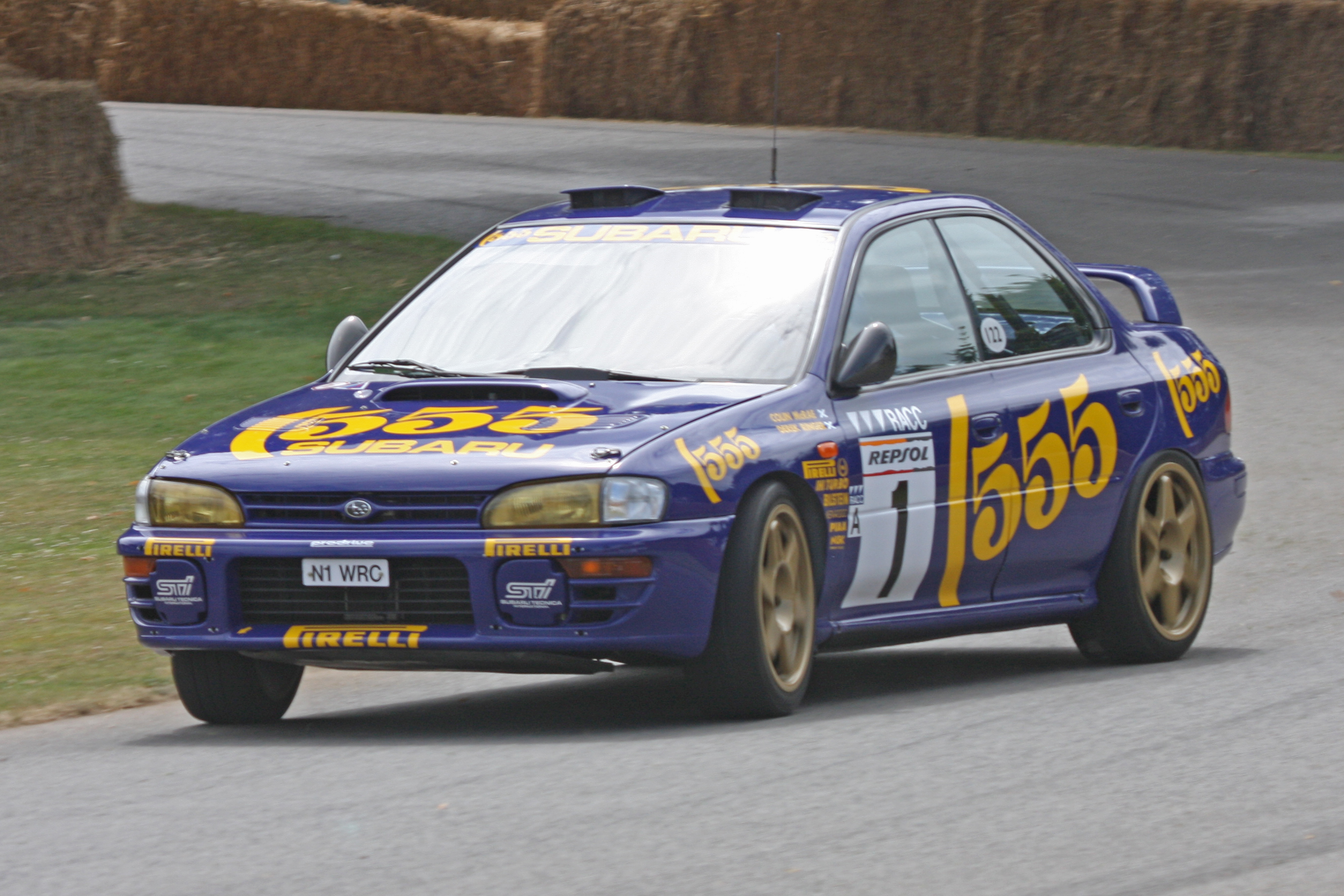
スバル・インプレッサ WRX

ランチアはコンパクトなデルタを用いてグループA時代の覇権を握ったが、これに日本のメーカーが勝負を挑む。当時の日本の自動車市場はコンパクトな4WDスポーツ車が順調に売れる世界的に見て珍しい市場であり、また海外進出が好調で景気の良かった日本車メーカーたちはこぞって高性能な4WDスポーツ車を量産。1990年代中盤には、それまでWRCの中心を担ってきたヨーロッパの自動車メーカーに代わり、トヨタ、スバル、三菱、日産、マツダといった日本のメーカーがWRCを席巻した。またフォードもタイトルには手が届かなかったが、コスワースがエンジンを手がける4WDスポーツで日本車勢に迫った。
バブル崩壊によりマツダ・日産は志半ばで撤退するが、トヨタはセリカでランチアの厚い壁に挑み続けて遂に撃破し、日本車としては初のドライバーズおよびマニュファクチャラーズ選手権を制覇した。またスバルはインプレッサで1995年 - 1997年にマニュファクチャラーズ・タイトルを3連覇、三菱自動車のランサーエボリューションが1996年 - 1999年にドライバーズ・タイトルを4連覇、特に1998年はマニュファクチャラーズ、グループNと合わせハットトリックを達成するなどし、1990年台後半は日本車勢がタイトルを総舐めにした。この頃から高度な電子制御によるハイテク装備が普及し、各メーカーは前後中央3つのデフ全てのアクティブ化を目指すようになり、セミATやトラクションコントロール、ABSなども装備されるようになった。
一方欧州メーカーへの参戦の門戸を広げる必要に迫られたFIAは、2WD/NAエンジンのグループA車によるF2クラスを1993年に新設。さらに1995年にはフランスメーカーたちの提案により、改造範囲を大きく広げたF2キットカー規定が導入された。この動きは将来のWRCの2WD/NA化を見越してのものであったが、既存のメーカーたちから反発を受けて、結果F2キットカーの4WDターボ版とも呼べるワールドラリーカー (WRカー) 規定が1997年よりグループAに代わって導入されることで決着した。その後F2キットカー規定は規制緩和や開発競争により戦闘力が向上し、1999年にはシトロエン・クサラがターマックでWRカーをも下して2勝を挙げる活躍を見せたが、性能調整を受けて消滅。2WD規定は低コストなスーパー1600へと発展し、後のJWRCに繋がっている。
1997年にライバルたちがWRカーに移行する中、三菱だけはグループAに留まり、1998年に初のマニュファクチャラーズタイトルを、1999年もドライバーズタイトルを勝ち取るなどの戦果を挙げ、以降も2001年半ばまでグループA車両で戦い続けた。

### WRカー黎明期 (1997年 - 2010年)

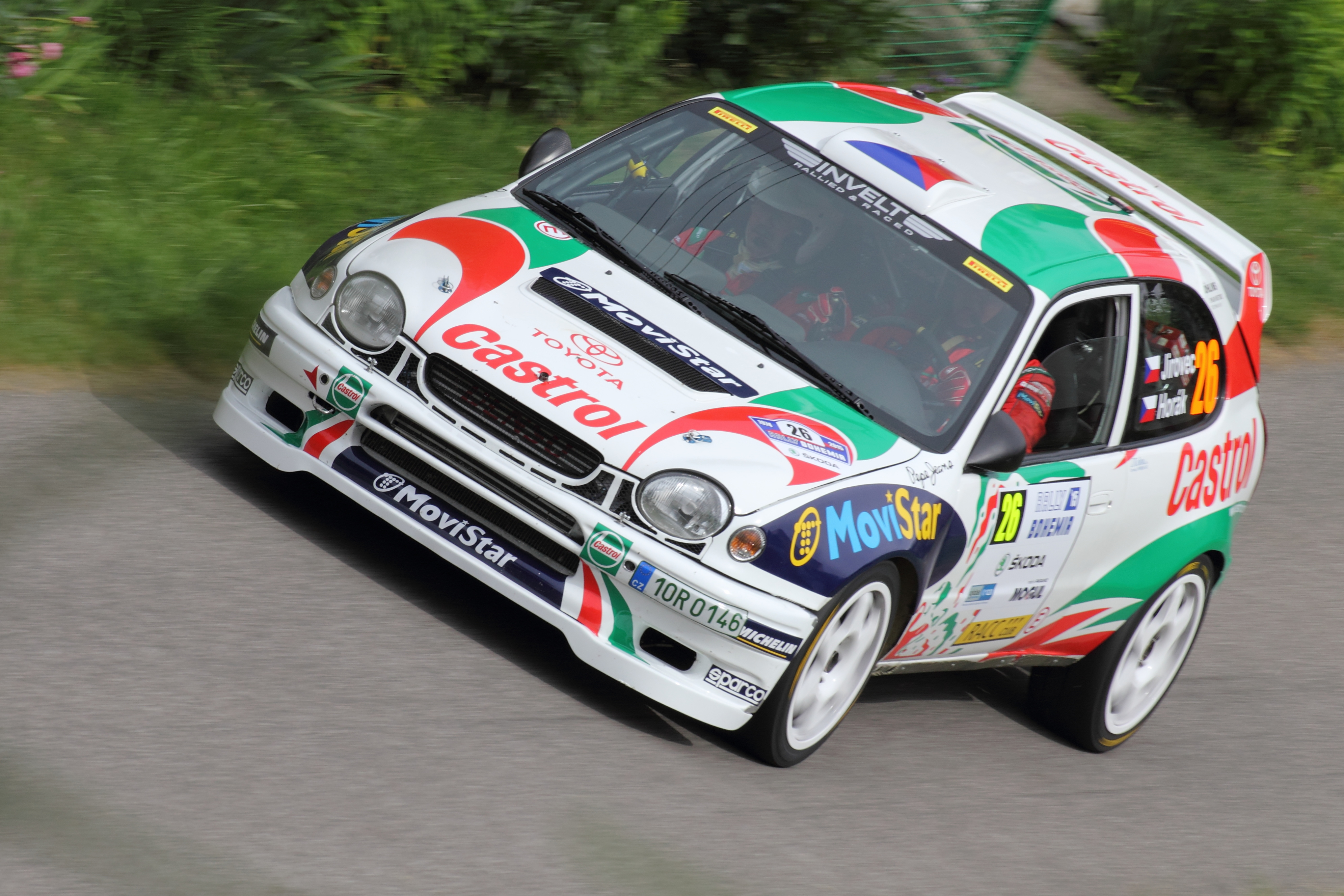
トヨタ・カローラ WRC

グループAの特例として1997年から導入されたWRカーは、継続した12ヶ月間に25,000台以上生産された車種の派生モデルに限り、直接的なベースモデルの生産台数を2,500台とするもので、ワイドボディ化、4WDへの改造、リアサスペンション形状の変更、同一メーカー車に搭載されているエンジンへの換装やターボの付加など、大幅な改造を認められたものである。この規定により高性能4WD車をベースにする必要がなくなったため、ヨーロッパの自動車メーカーが相次いでWRCに参戦し、メーカー数が増加して活況を呈し始めた。またアジア車勢でもヒュンダイやスズキといったメーカーが短期間ながら新規参入した。エンジントルクは600Nmにまで到達するマシンも現れ、ハイテク戦争も高度化してアクティブサスペンションが現れ始めた。
WRカー導入の初期こそ、トヨタ・カローラや三菱・ランサー、インプレッサといった日本車勢が引き続き強さを見せていたものの、21世紀に入ると陰りが見え始めた。1999年に登場したプジョー・206 WRCは2000年 - 2002年までマニュファクチャラーズタイトルを3連覇。2003年には本格参戦1年目にしてシトロエンがマニュファクチャラーズタイトルを奪取し、その後2005年まで3連覇するなど、今度は一大勢力と化したフランス車勢が台頭した。
しかしF1のようなハイテク制御を用いた過激な開発競争と、90年代の倍近くに増えた年間イベント開催数がコスト高騰を招き、2005年にはプジョー、シトロエン、三菱、シュコダが一斉にワークスチームを撤退させてしまうという事態に陥った。
そこで2006年以降はトラクションコントロールやABS、前後デフの電子制御化などの禁止（センターデフのみ許可）でハイテク化に歯止めをかけた。しかしもう一つの高コストの原因であった空力は放置されたため、大きな効果を挙げたとは言いがたかった。同時に参戦台数確保のため、セミワークス向けに全戦参戦義務が無くエントリー料の安いマニュファクチャラー・チームという制度も導入され、プジョーとシュコダはこれで短期間のみ留まった。
シトロエンは2006年にプライベートチームのクロノス・レーシングをワークス支援する形で参戦を続行し、その間従来のWRカーであったクサラ WRCの後継となるC4 WRCの開発を平行して行っており、2007年に再びワークスチームとしてWRCへ復帰した。選手権はシトロエンのエースのセバスチャン・ローブ/ダニエル・エレナ組による独走が続き、実に2012年までドライバーズ/コドライバーズタイトルを9連覇、マニュファクチャラーズタイトルも同期間中7度の制覇を果たすこととなる。

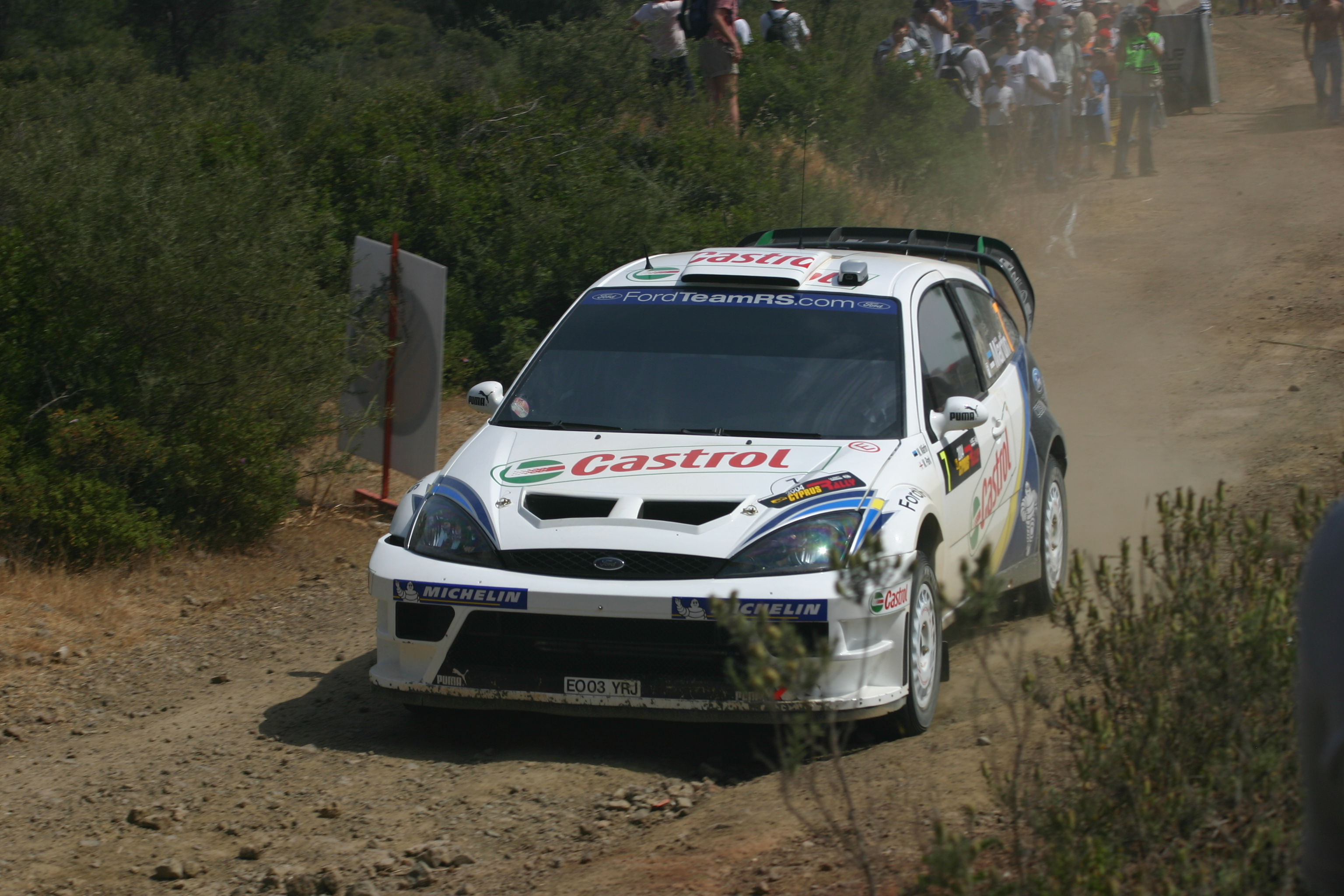
フォード・フォーカス WRC
(2004年 キプロス・ラリー)

フォードはグループA規定末期から英国のMスポーツにワークス活動を委託していた。最初はコリン・マクレーを破格の契約金で引き抜くなど羽振りが良かったが、フォードグループの経営不振などにより年を追うごとに資金が先細りしていく状況にあった。2002年頃から毎年撤退が噂され、2004年には撤退寸前まで追い込まれるが、Mスポーツ代表のマルコム・ウィルソンが絶望的な状況の中でも諦めることなくフォード首脳陣に対して参戦継続へ向けた粘り強い交渉を行っていた。そして交渉期間中に開催されたカタルニア・ラリーとツール・ド・コルスで連続優勝を成し遂げて状況が好転し、フォード本社がラリー活動の継続を決断した。2005年に3年間の参戦と資金が確約されると攻勢に転じ、モデルチェンジしたフォーカスSTをベースに新型車両を開発。2006年は1979年以来となるマニュファクチャラーズタイトルを獲得し、2007年にも連覇した。
2007年にはスズキが参入するが、リーマン・ショックに端を発する世界的不況が直撃し2008年末にスズキ・スバルが電撃撤退。2009年開始時点で正式に参戦したのはシトロエン、フォードの2社のみとなってしまった。

### S2000 WRC時代 (2011年 - )

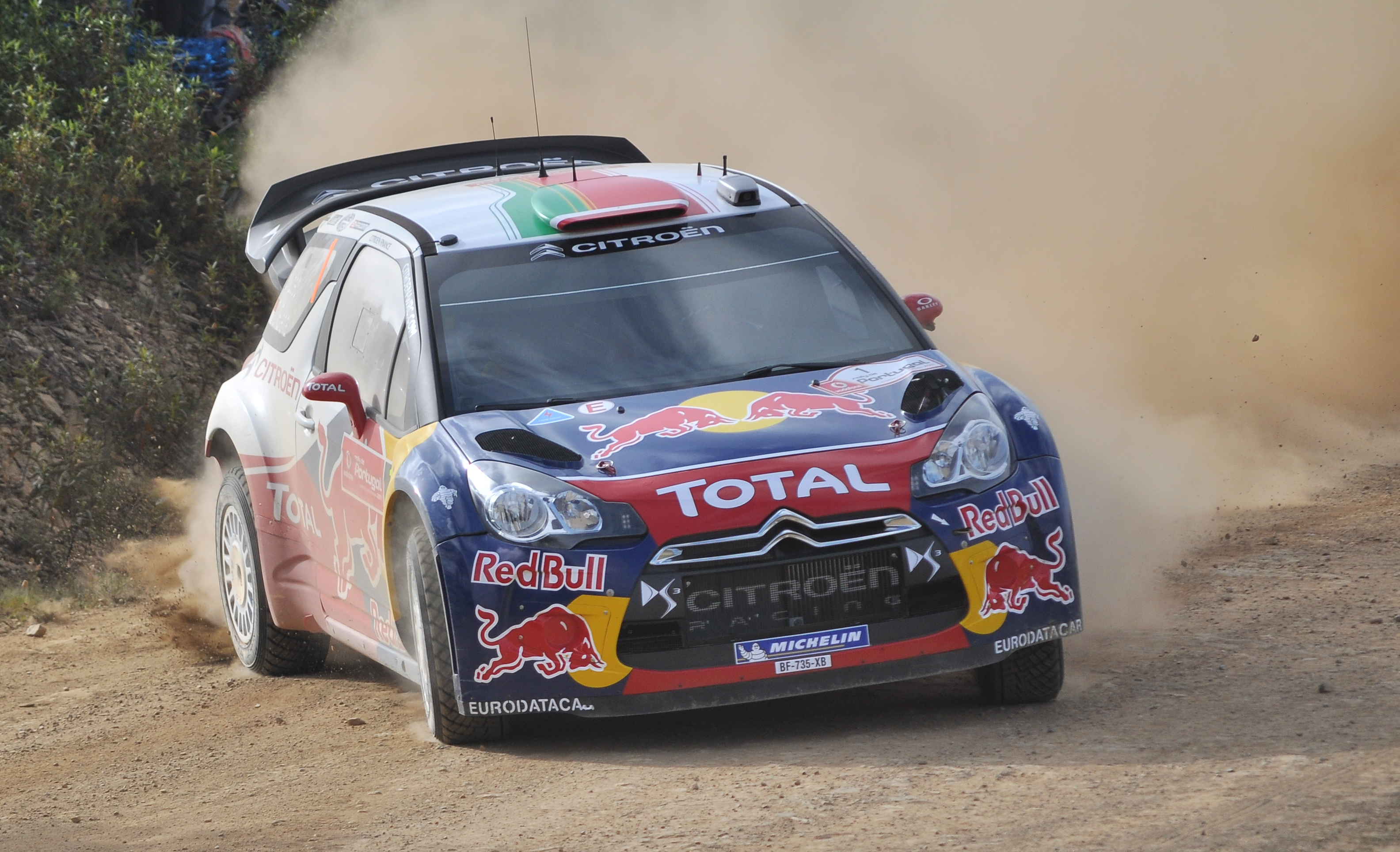
シトロエン・DS3 WRC

WRカーはコスト高騰で新規ワークスの参入は困難になってしまったため、コスト削減案としてすでにPWRCやIRCで活躍していたスーパー2000 (S2000) 規定を導入しようという案が有力視された。これは大衆車を共通部品と2.0 LのNAエンジンを使用して低コストで4WD化する、いわば廉価版のWRカー規定のような存在である。
WRカーという名称は引き継いだまま、新規格のWRカーを2010年から導入することが検討され、2008年12月にFIAはS2000をベースにボルトオンキットで簡単にWRカーに出来る様にする“S2000プラス”とする方針を提案した。しかし2009年の間もFIAの中で意見が二転三転し、S2000プラスを撤回して2011年以降はS2000をそのままメインカテゴリーにするという話が浮上。際限なく続く議論に、次期車両開発をしたくてもできないシトロエンとフォードからは、結論の出ないFIAに対して不満の声が上がった。
最終的には世界ツーリングカー選手権（WTCC）と共通のエンジン規格『GRE』（Global Race Engine、1.6L直噴ターボエンジン）を、S2000車両に搭載し改造範囲を広げたS2000 WRCに変更することを決定。GREにより市販車に由来するエンジンである必要が無くなった一方で、トルクは400Nm程度まで引き下げられた。
これにより2011年5月、フォルクスワーゲンがポロ R WRCで参戦することを発表している。フォードは2012年を以てワークス参戦を終了し、80年代以来長きに渡る挑戦の歴史を一度終えたが、Mスポーツへの車両供給と技術支援は続けた。また2011年からは新たにBMWがプロドライブに製作を委託しミニ カントリーマンをベースにした、ミニ・ジョン クーパー ワークス WRCで参戦したが、組織的な紛糾により2013年に姿を消した。
フォルクスワーゲンは2013年にWRCクラスに本格参戦を開始、デビュー年でドライバーズ/コ・ドライバーズ/マニュファクチャラーズの三冠を制覇した。2014年も好成績を継続していることを受けて、フォルクスワーゲンは当初の2013年 - 2015年までの3年計画を延長、2019年まで参戦することを決定した。また2014年からはヒュンダイがi20 WRCで復帰し、初年度で念願の初勝利を挙げるなど活躍を見せたが、シトロエン・フォードらとともにVWの三冠4連覇を阻止するには至らなかった。
下位クラスではS2000やS1600、グループNといった車両規定がグループRに取って代わられ、さらにピラミッド型にまとめられた。

### 2017年規定

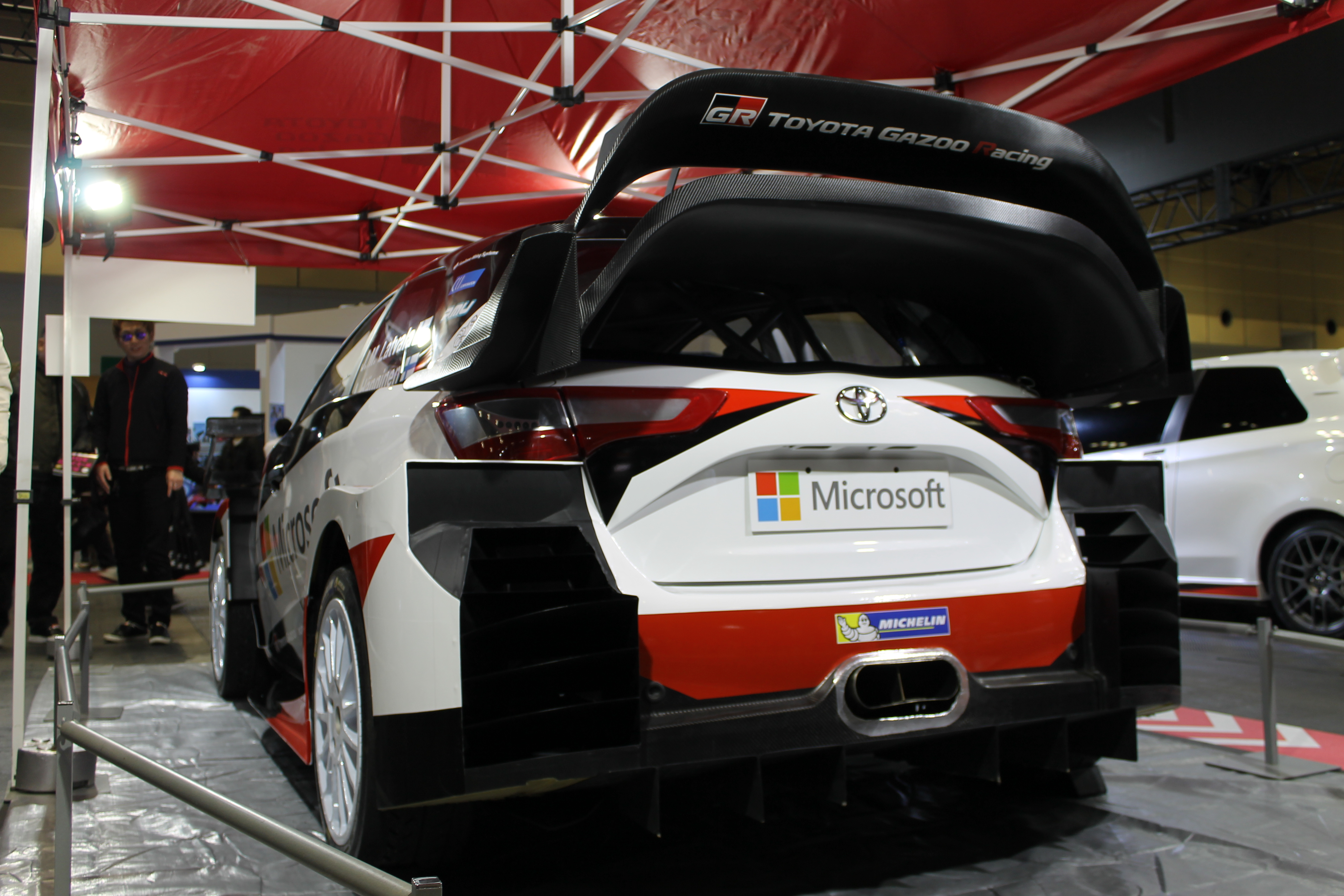
ヤリスWRCの巨大な空力パーツ

WRC代表のカルロス・バルボサは近年失われつつある人気を取り戻すことを重視し、これまでの低コスト・規制強化路線とは打って変わった大規模な規制緩和を行うことを決めた。そして2017年からエアリストリクター径は33 mmから36 mmに緩められ、エンジン出力が315馬力から380馬力へアップ。最低重量は1200 kgから1175 kgに引き下げられ、アクティブセンターデフの解禁、リアディフューザーや車幅の拡大もなされた。
新規則発表に前後して2015年1月、トヨタはかねてから噂されていたWRC復帰を発表。一方2016年11月にフォルクスワーゲンが電撃撤退を表明したため、マニュファクチャラーの総数は増加には至らなかった。この新WRカー初年度は、フォード車を用いるプライベーターのMスポーツがメーカー勢を破って三冠を獲得する快挙を達成。これにより2018年からフォードはMスポーツへの支援を厚くする形で「Mスポーツ・フォード」の名でワークス復帰した。
しかしアジア車勢が徐々に強さを見せ始め、2019年にはトヨタがマニュファクチャラーズ、ヒュンダイがドライバーズ/コドライバーズタイトルを制覇。アジア車メーカーによるタイトル独占は1999年以来、20年ぶりであり、以降もこの2社でタイトルを分け合う状態が続いた。
同年シトロエンが撤退を表明したことにより、欧州車メーカーは再びWRCの最高クラスから姿を消した。

### Rally1規定

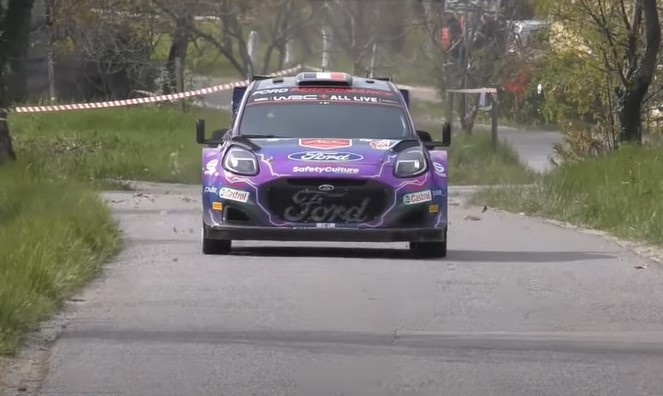
フォード・プーマ ラリー1

自動車業界を取り巻く流れを受け、2022年からハイブリッドシステムが導入される事が決定した。導入から3年間(2024年まで)は各チームに共通のハードウェアとソフトウェアが提供され、全車同一のシステムを使うことになる。リエゾンの一部では電気でのみ走り、SSでは電気ブーストとして利用することが狙いとされている。エンジンはGREが維持され、ハイブリッドと合わせると最大で500馬力/500Nm以上を発生できるようになった。
しかしハイブリッド導入でコストが上がる分を補填する必要があり、他の部分ではローテク化がなされる。具体的には前後メカニカルデフでセンターデフそのものが廃止され、空力開発も制限されるなどしたため、コーナーリング面では前規定に比べると不利な部分が増えた。
新規ワークスチームの参入を促すため、鋼管パイプフレームを使ったプロトタイプのボディワークも認められる事となった。これはベース車両のスケーリングも可能であり、従来のようなBセグメントコンパクトカーのみならず、Cセグメント車やSUVも規定サイズに縮小すれば参戦が可能となった。
しかし、当初の目標であった新規マニュファクチャラーの参入の予定はなく、WRC1クラスのエントリーは毎大会で8台から10台程度であり、Rally2を主戦場としたWRC2クラスのマシンが常にトップ10に入る事態が続き、Rally1マシンのリタイアが多い大会ではトップ5にまで食い込む事もあった。
2024年3月、FIAは2025年シーズンよりハイブリッドを廃止する意向であると報じられた。主にハイブリッドユニットの撤廃、エアリストリクターの縮小化、ウィングなどのエアロの縮小・削減の代わりに、全体の重量は軽減される見込み。また、Rally2カーはハイブリッド廃止のRally1カーとの性能差を縮小する目的で、強化されたリストリクター、エキゾースト、パドルシフトのギアボックスシステム、大型リヤウイングなどのWRCキットを装着したマシン、通称「Rally2+（プラス）」が2025年シーズンより参戦開始を予定している。

## 日本勢の活躍
古くからホンダを除く主要日本メーカーのほとんどが参戦、活躍を見せた。

### トヨタ

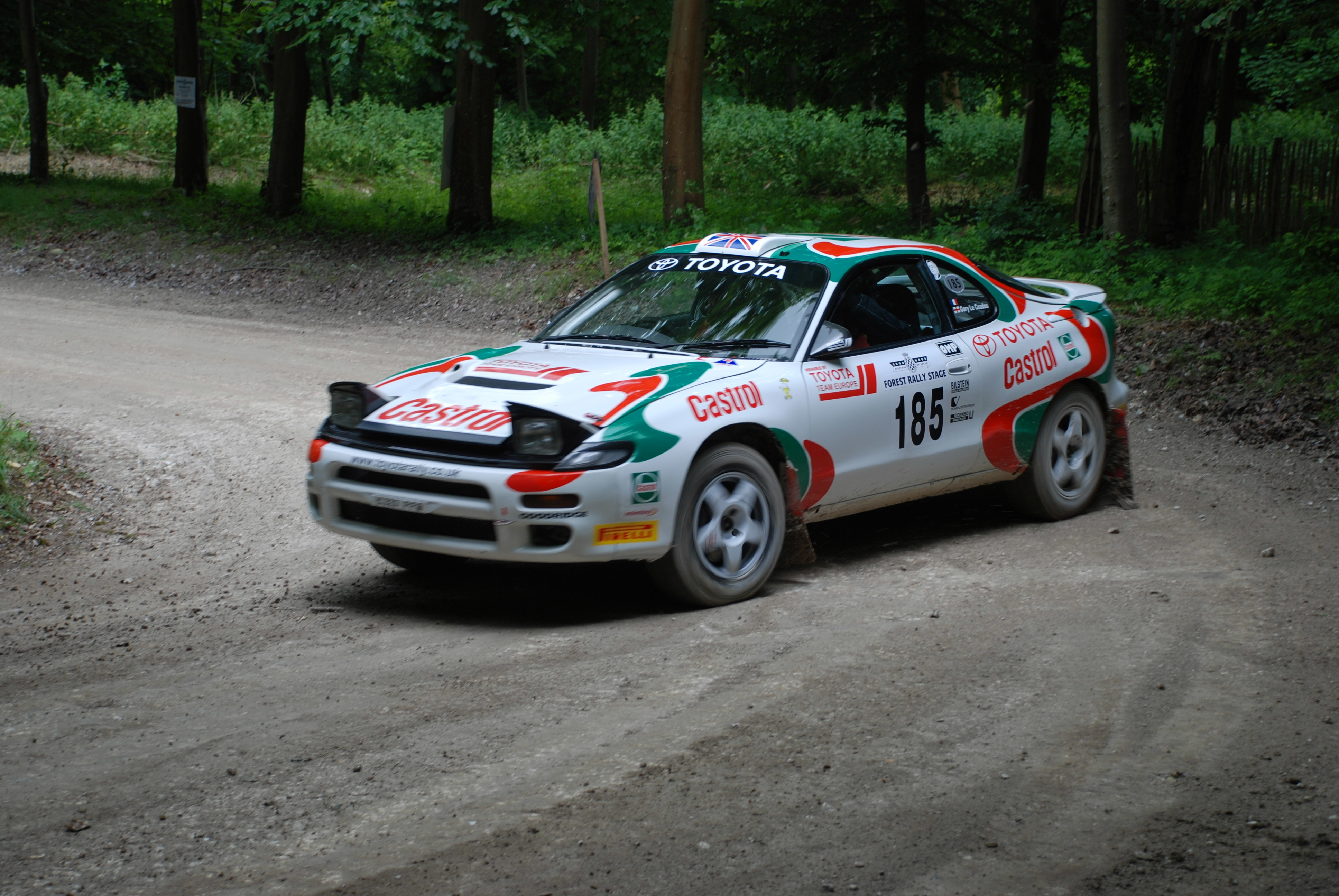
トヨタ・セリカ GT Four ST185

トヨタはWRCの前身であるIMCの1972年シーズンから、ドイツのプライベーターであったオベ・アンダーソン・モータースポーツ（後のTTE、TMG、TGR-E）を支援する形で参戦。当初は欧州イベントのみに参加していた。カローラレビン、セリカを運用して1975年の1000湖ラリーで初優勝を果たした（ただしトヨタ車としては1973年アメリカが初）。1977年にはマニュファクチャラーズ選手権で日本車勢最上位となる3位につけた。その後欧州イベント以外にも活動を広げ、82年ニュージーランドの他、1984年から1986年までサファリラリー3連覇を果たすなどの活躍を見せた。
1990年にセリカを駆るカルロス・サインツが当時、無敵の強さを誇っていたランチア勢を破って日本車で初のドライバーズタイトルに輝くと、1993年にはユハ・カンクネンのドライバーズタイトルに加えて日本車初のマニュファクチャラーズタイトルを獲得。1994年もダブルタイトルを獲得し、黄金時代を築いた。しかし1995年に苦戦から違法なリストリクター製造に手を染めてしまい、発覚後にFIAより1年間の出場停止処分が科された。これを重く受け止めたトヨタは、出場停止を言い渡された1996年に加え、翌1997年まで活動を自粛した。1998年にWRカーのカローラで復帰するとすぐに三菱とタイトルを争い、1999年に3回目のマニュファクチャラーズタイトルを獲得して有終の美を飾り、トヨタはF1へ転身していった。
それから18年後の2017年、ヤリスWRCで復帰。オペレーションはフィンランドを本拠とするトミ・マキネン・レーシングで、エンジン開発をTMGが行った。デビュー2戦目のラリー・スウェーデンで早くも優勝を果たし、翌2018年には5勝を挙げて19年ぶり4回目のマニュファクチャラーズタイトルを獲得。2022年からは新たにGRヤリス ラリー1を投入している。
2024年終了時点で、マニュファクチャラーズ選手権は8回、ドライバーズ選手権は9回まで記録を伸ばしている（いずれも日本メーカー1位）。
また下位クラス向けにTMG(現TGR-E)が開発したヤリスR1やGT86 CS-R3、GRヤリス ラリー2などのプライベーターへの供給も行っている。
2017年から現在まで、下位クラス含めて唯一WRCにワークス参戦している日本メーカーである。

### 日産/ダットサン

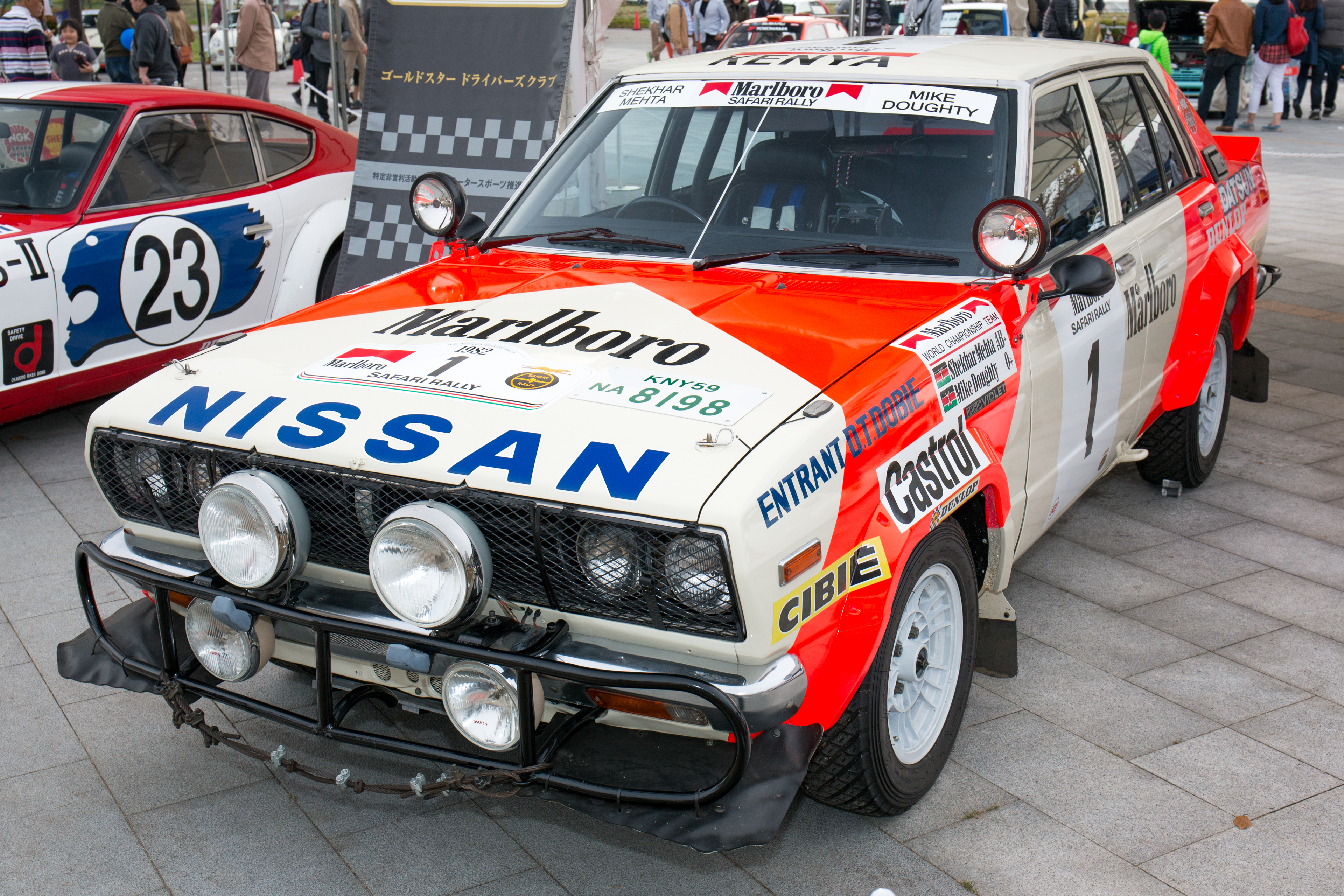
日産・バイオレット

日産は「ダットサン」ブランドを用いてIMCの初年度から参戦していたが、サファリラリーにはそれよりさらに前の1963年から参加しており、クラス優勝や総合優勝を達成するなど実績を積み重ねていた。スポーツ240Zが1973年のWRC開幕初年度から日本のワークスチームとしてWRC初優勝を果たしたのもサファリであった:76, 79（サファリでは3回目の総合優勝）。1979年 - 1983年にもA10系バイオレットでサファリラリー史上初の4連覇を果たした:82-83。また1979年・1981年はマニュファクチャラーズランキングで2位に入り、グループ2・4規定時代のWRCを日本最強のメーカーとして過ごした。
しかし、グループB規定が導入されると、得意のサファリでもトヨタ・セリカなどの後塵を拝するようになった。1988年のアイボリーコーストでの200SX（日本名シルビア）の優勝が日産にとっても最後の優勝であり、WRC史上最後のFR車の優勝ともなっている。1991 - 1992年のパルサーGTI-Rを最後に、本社の業績不振からシーズン途中で撤退した。通算では9勝を記録しているが、結局タイトルには手が届かなかった。
なおGTI-Rは1992年にFIAプロダクションカーカップ（後のPWRC）でグレゴワール・ド・メビウスのドライブによりチャンピオンマシンになっている。またFIA2リッターワールドカップ（後のJWRC）にもヨーロッパ法人が開発したサニーGTI、F2キットカーのマイクラやアルメーラなどが参戦していたが、本社がフランスのルノー傘下になる直前に活動を終了した。

### 三菱

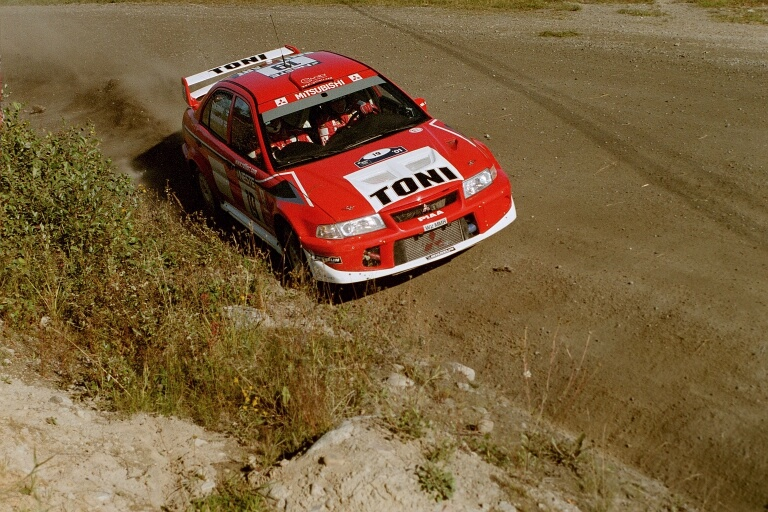
三菱・ランサーエボリューション 6.5

1973年のWRC開幕初年度から参戦を開始。1974年にランサーでサファリラリーで初優勝を果たした。排ガス規制対策で一時休止後、1981年にランサー2000ターボで復帰。1984年にはラリーアートを設立、ヨーロッパに拠点を移した。その後長いグループA導入とともに開花、1989 - 1992年にギャランで計5勝を挙げた。1993年にはランサー エボリューションがデビューすると、1996年から1999年までトミ・マキネンによって4年連続ドライバーズタイトル、1998年にマニュファクチャラーズタイトルを獲得し、日本車黄金時代の一翼を担った。
しかしWRカーへ移行する中で最後までグループAにこだわった結果、苦戦が続き、マキネンの離脱や人材不足もあって混迷を極め、2003年に参戦休止。2004年に新設されたMMSP（三菱モータースポーツ）がラリーアートから運営を引き継ぎ、ジル・パニッツィをエース、新たに開発したランサーWRカーで再出発したものの、トラブルの多発により母国戦のラリージャパン開催前に活動を休止。2005年はハリ・ロバンペラをエースに起用し、パニッツィとロバンペラが表彰台、ラリートルコではジジ・ガリが一時首位を走るなど躍動したものの、本社の相次ぐリコール隠し問題から経営が急速に悪化したため、2005年に三たび参戦を休止、これが事実上の撤退となった。2007年末には英国の拠点を閉鎖、2010年にラリーアートが業務の一部停止を発表した。
しかしその後もランサーWRカーはプライベーターに用いられ、2006年にダニエル・カールソンがラリー・スウェーデンで総合3位入賞した。また同車のグループN規定車両も、2012年までのPWRCで4度のドライバーズタイトルに貢献した。現在も地元プライベーターによるランエボのスポット参戦は多く、2017年ラリー・オーストラリアでは上位勢の大量リタイヤもあり、ランサーエボリューションXの地元ドライバーネイサン・クイーンが総合ポイント圏内でフィニッシュした。またスウェーデンのプライベーターであるMパートABがグループR5相当のミラージュ（欧州名:スペーススター）を独自開発して2018年から北欧イベントにASN車としてスポット参戦しているが、正式な公認取得の予定はないとしている。

### マツダ

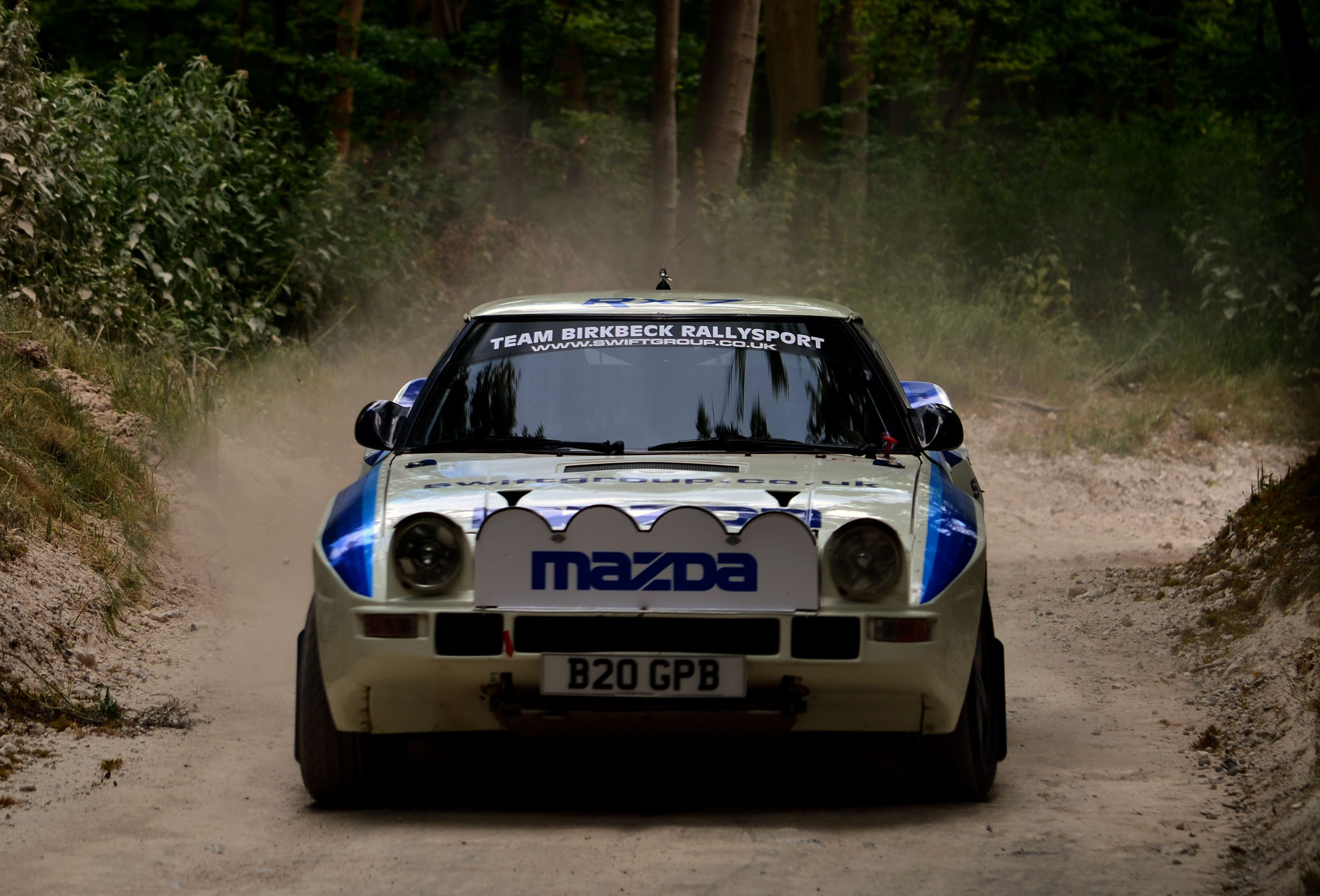
サバンナ・RX-7

1981年にベルギーに設立されたマツダ・ラリー・チーム・ヨーロッパ（Mazda Rally Team-Europe, MRE-T）のもとにマツダのWRC活動の大半は行われた。1979年のRACラリーからグループ2規定のサバンナ・RX-7で参戦。グループB規定もRX-7で1986年まで戦い続け、最高3位の成績を収めた。グループAが導入されると、ワークス活動はそれまで下位クラスで活躍していたファミリア（323）に切り替えられた。
グループBの消滅より前から生産されていた323 4WDターボ（ファミリア4WDターボ）は、グループA導入の初年度から欧州メーカーのライバルたちと競り合い、1987・89年スウェディッシュ・ラリー、1989年ニュージーランド・ラリーで合計3度の総合優勝を記録。1989年にはマニュファクチャラーズランキングでトヨタに次ぐ3位につけた。しかし本社の業績不振のため、タイトル獲得は達成できないまま1992年をもって撤退した。
323は素性に優れており、FIAプロダクションカーカップ（後のPWRC）で3度チャンピオンマシンになっている。

### スバル

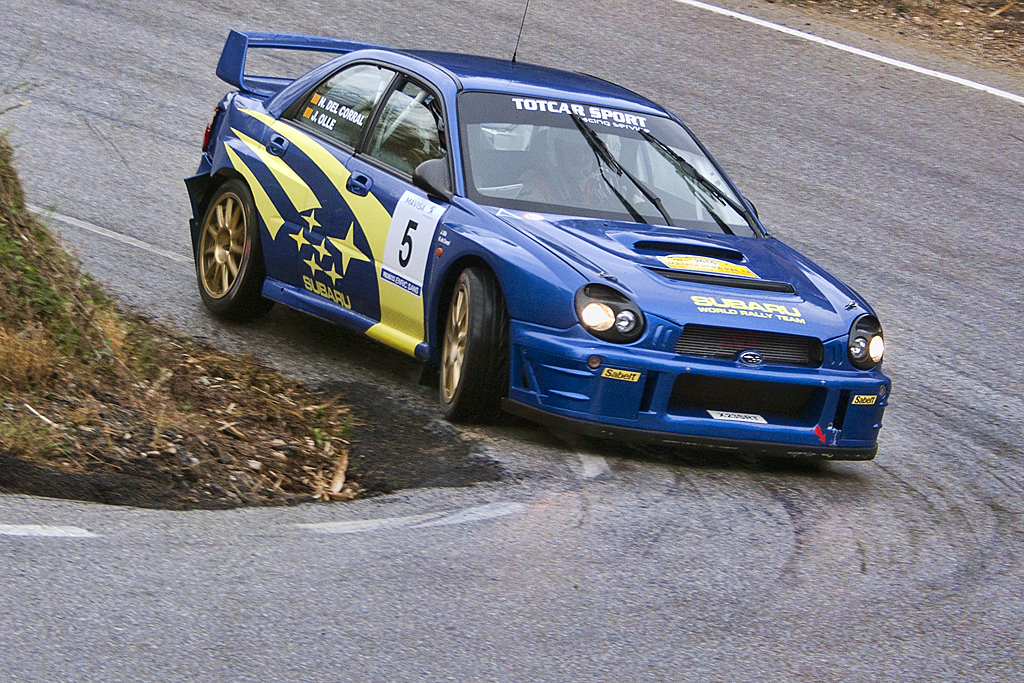
スバル・インプレッサWRC

1980年のサファリラリーの下位クラスにてデビュー。この時アウディより一年早く持ち込んだ4WDは、2WDが常識だった当時は画期的なもので、このレオーネは高い走破力を発揮しすぐにクラス優勝を飾った。グループA規定導入後の1990年、英国のコンストラクターのプロドライブとのジョイントでレガシィで最高クラスに挑戦を開始。1993年のニュージーランド・ラリーで初優勝し、1995年に初のドライバーズ・マニュファクチャラーズタイトルを獲得。以降、1997年までマニュファクチャラーズタイトルを3連覇した。また2001年にリチャード・バーンズ、2003年にペター・ソルベルグがドライバーズタイトルに輝いた。
しかしその後は、頻発するトラブルや度重なるモデルチェンジによる仕様変更の影響もあって、上位に絡めない展開が続き、2008年にようやくトップ争いが見える位置まで復活。だが、上位のシトロエン、フォードとの差は開いており、2008年に経済状況と「当初の目的を達成した」ことを理由として撤退した。
スバルは三菱同様PWRCでも猛威を振るい、2003年から2007年まで5年連続でドライバーズタイトルに貢献。PWRCがWRC2に変わった後も、2014年までワークス支援を続けていた。

### スズキ

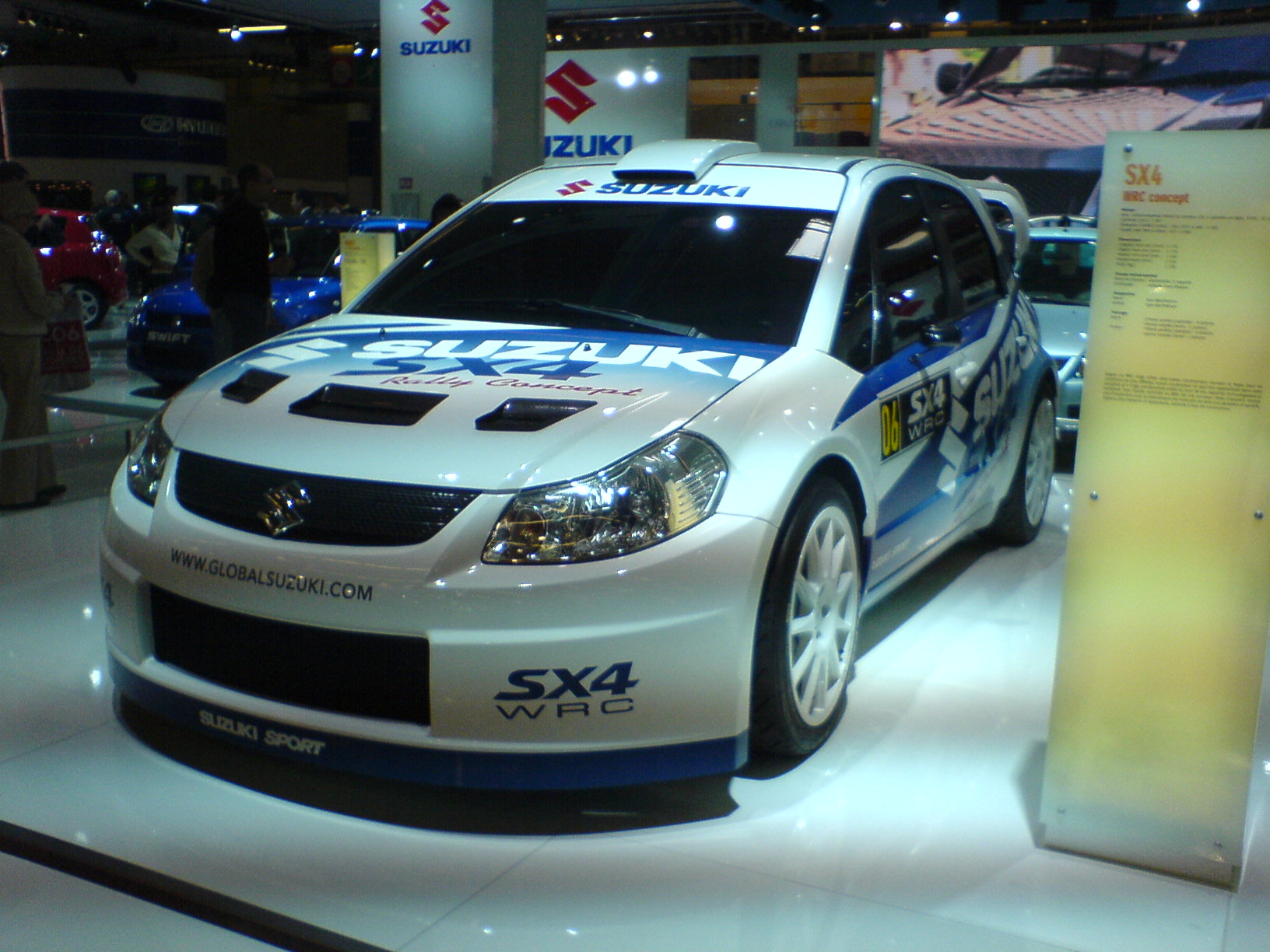
スズキ・SX4 WRC

スズキは日本メーカーでは最後発にあたる。1986年に田嶋伸博のモンスタースポーツが中心となって開発したカルタスのグループA5仕様でアメリカのオリンパスラリーにスポット参戦したのが初めてであった。その後1988年までA5クラスで同ラリーを3連勝した。特に1988年は多数のワークス不在という条件はあったものの、三菱・マツダを抑えて総合でも日本勢最高位でのフィニッシュとなった。その後一旦スズキはAPRC（アジア・パシフィック・ラリー選手権）へと転身し、バレーノのF2キットカーなどで経験を積んだ。
2002年に田嶋率いるスズキスポーツが下位クラスのJWRCに参戦し、スーパー1600規定のイグニスとスイフトで3度のドライバーズタイトルを獲得している。通算勝利数はシトロエンの32勝に次ぐ24勝で歴代2位である。
最高峰のWRCクラスには、当初2007年が夏季開幕となるウインターシーズン案が検討されていたため2007年からの全戦参戦を計画していたが、ウインターシーズン案が撤回されたため、2007年は3戦にスズキ・SX4 WRCでテスト参戦し、2008年からフル参戦した。シーズン前半は初期トラブルが多発し完走も難しかったが、後半へ向けて改良が行われ、2台完走することが増えていった。しかし最高位は日本とグレート・ブリテンの5位に終わり、2008年12月15日にリーマン・ショックによる業績不振を理由にスズキは2009年以降のWRC参戦休止を表明した。その後もJWRC活動は続いたが、2010年をもってマルチメイクが終了したのに伴いこちらも撤退となった。

### ダイハツ

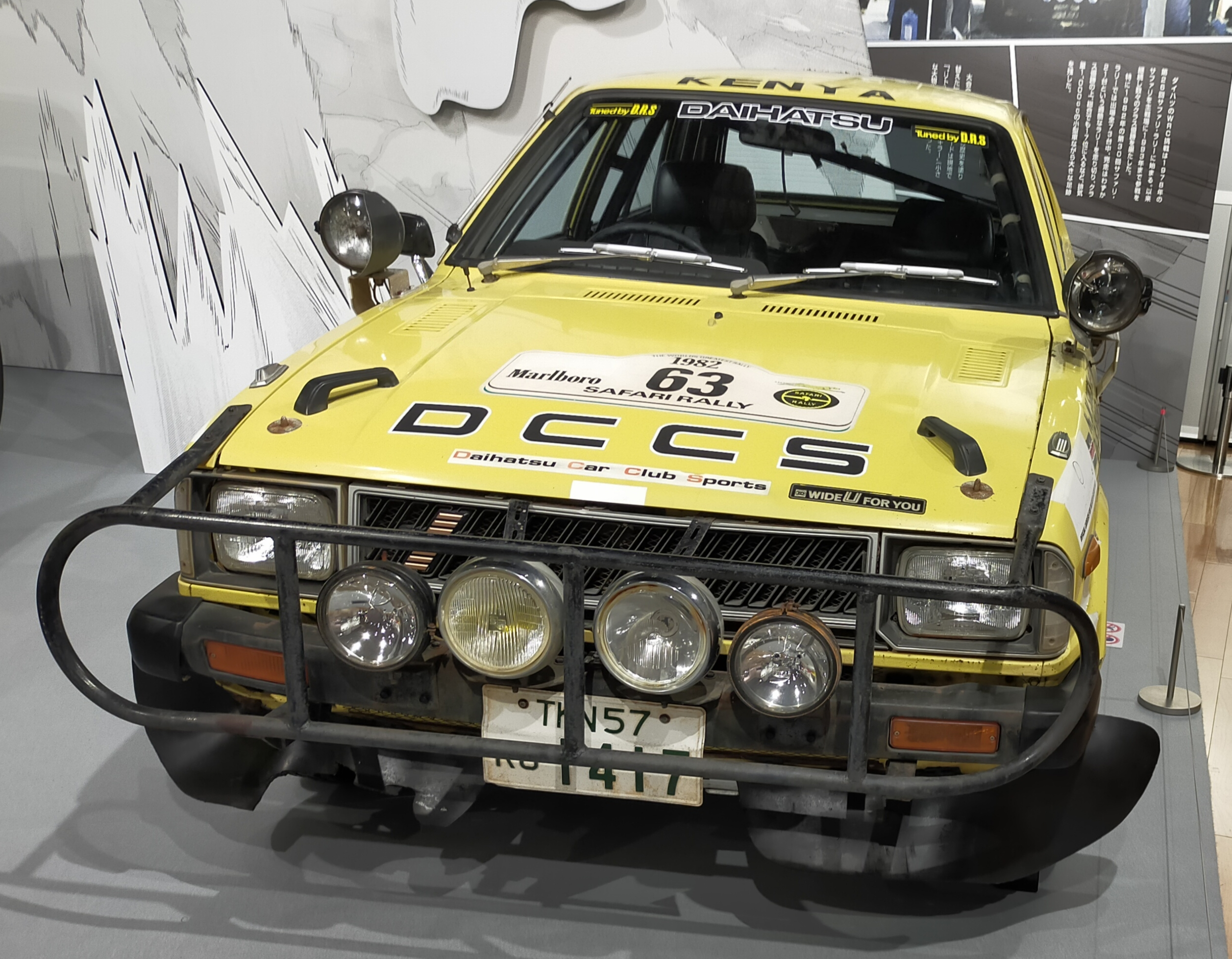
ダイハツ・シャレード

グループ2/1（1300 cc未満）のシャレードで1979年 - 1981年にラリー・モンテカルロにスポット参戦:88-89、1981年にクラス優勝を果たした。また最高峰に向けてデ・トマソ社とともに本格的なグループBカーである926Rを開発していたものの、グループB廃止で市販化も含めて幻と消えた。
1982年からサファリラリーに参戦し始め、82・84・85 - 88・90 - 93年にクラス優勝:89。特に1993年のサファリでは排気量が1 L大きいライバル達を相手に健闘、総合1 - 4位を占めたトヨタ・セリカに次ぐ総合5 - 7位に食い込む活躍を見せた:88。

### いすゞ
現在トラックメーカーとして知られるいすゞだが、乗用車製造から撤退する前にはRACラリー限定でWRCにスポット参戦していた。日本人で構成されたチームいすゞは1983年 - 1985年にアスカ、1986・1987年はジェミニで参戦。1984年にグループAクラスで優勝している。

### 日本人ドライバー
メーカーのみならず、多くの日本人ドライバーがWRCに参戦した。下位クラスでは目覚ましい活躍が残されており、PWRCでは新井敏弘（スバル）が2度のドライバーズタイトル（日本人として初の四輪世界選手権王者）を獲得している。
プロダクションカーカップ/グループNクラスや2リッターカップの単一イベントなどでは西山寛（日産）、藤本吉郎（トヨタ）、三好秀昌（スバル）、鎌田豊（いすゞ）らが勝利を挙げているほか、奴田原文雄（三菱）が2006年のPWRCでラリー・モンテカルロを含め3勝を挙げて年間2位の成績を収めている。またサファリの岩瀬晏弘、RACラリーの勝田照夫や神岡政夫、APRC王者の田口勝彦、ナビでテイン設立者の市野諮なども古くはよく知られた名前である。
一方で日本人のWRC総合優勝記録は2021年現在、篠塚建次郎（三菱）による1991年、1992年のコート・ジボワール・ラリーでの2回に留まっている。
2015年からはTOYOTA GAZOO Racingの育成プログラムの下、元WRCドライバーの勝田照夫を祖父にもつ勝田貴元と、新井敏弘の息子新井大輝、コ・ドライバーの足立さやかがトヨタの支援でWRC2に参戦（マシンはフォード・フィエスタ R5を使用）し、2018年のラリー・スウェーデンで勝田が日本人初のWRC2優勝を挙げている。勝田はトヨタに才能を見出されて2019年にWRカーデビューを果たし、2022年現在WRCのトップカテゴリで、地元ラリージャパンを含め3度表彰台を獲得する活躍を見せている。
今でも全日本ラリー選手権の経験を持つドライバーが下位クラスや地域規定のマシンで海外イベントにスポット参戦することは珍しくない。

## メディア

### 海外での放送
開催国を中心として、ヨーロッパで絶大な人気を誇るWRCはテレビ放送も盛んに行われている。特にフィンランドは母国イベントの開催時に国民の10％が観戦するほどの人気があるという。FIAとしてもテレビ放送から得られる収入は無視出来ないものとなり、スーパーSSなどテレビ放送向けにイベントを組んでいるが、より多くの視聴者を獲得するためにはテレビ放送より規模の大きいインターネット配信が有効という意見も出ている。ラジオ放送も行われており、日本でもインターネット経由で聴くことが出来る。
また2014年から一部のSSを有料配信する、公式ライブストリームサービスの「WRC plus」が配信開始。2018年には全SSをライブ配信する「WRC All Live」へと名称が変わった。これも日本で視聴することが可能で、またRed Bull TVでは同配信の一部を無料で配信している。

### 日本での放送
2024年現在J SPORTSが各イベントの最終SSのライブ中継や各DAY・イベントのダイジェスト、ラリージャーナリストが取材したWRCの裏側リポート等を有料放送しているほか、2024年からはABEMAでも開催期間中の土曜SSと日曜の最終SSに限り全戦無料生中継している。
1990年代はNHKでWRCの報道がされていたほか、2003年以前は日本テレビで深夜にダイジェスト番組が放送されていた。
2004年にテレビ東京でもダイジェスト放送が開始。祝日や土日の昼頃に放送されており、時にはナビゲーターが現地リポートを行うこともあった。2005年のラリージャパンでは『報道ステーション』の松岡修造が出演するコーナーにて特集され、2006年には前述の放送局に加えて、インターネット放送GyaO、CS放送AXN、地上波放送日本テレビ系列および福井放送で行われたが、以降は地上波でWRCやラリージャパンに関する放送はされなくなった。衛星放送ではBS日テレでもダイジェストで放送していたが、スバルのWRC撤退によるスポンサー撤退で2008年12月25日で放送終了。2008年はテレビ東京系の番組『モヤモヤさまぁ〜ず2』とタイアップし、同年11月14日に21時から2時間特番を放送した。その他の放送局はWRCの報道に消極的であり、日本で開催されるラリージャパンも例外でない。同ラリーの開催時期でも、地上波では過去にWRCの放送経験があるテレビ東京系列の他は日本テレビ系列やNHKで多少触れられる程度であった。
2017年からトヨタのWRC復帰がきっかけでテレビ朝日において『地球の走り方 世界ラリー応援宣言』というダイジェスト番組や『報道ステーション』のスポーツコーナーにおいて各イベントの結果の放送がされるようになっている。2018年1月には『アメトーーク!』で「世界ラリー大好き芸人」が特集され、1時間の枠でWRCが紹介された。
『地球の走り方』は芸人による現地リポートがメインの初心者向けバラエティー番組であり、モータースポーツファンからは不評であった。また、番組出演者がサービスパークで悪ふざけや、MCの渡部建がクリス・ミークのクラッシュシーンで不快な演出を行い、当シーンを視聴していたJスポーツのWRC番組MCの栗田佳織から批判されるなど不備が存在。『地球の走り方』としては2018年をもって終了。
2019年以降は『世界ラリー応援宣言2019』『ラリージャパン応援宣言』『モータースポーツ応援宣言』と5分番組に縮小し放送を続けている。また『地球の走り方』終了後の2019年以降も、『報道ステーション』では不定期にWRCの結果を報道している他、テレ朝Postもラリー記事を投稿している。この番組の影響もあり六本木ヒルズで毎年行われている「テレ朝夏祭り」でもWRCに関連したアトラクションが設営されていた。
その後、世界ラリー応援宣言と入れ替わるような形で、BS日テレが11年ぶりにラリーダイジェスト番組を4月よりラリーツール・ド・コルスからスタートさせたものの、12月をもって終了。2020年にはNHK-BSにて勝田貴元の挑戦を追いかけたドキュメンタリー番組が放送され、6月には同局にて開幕戦から第3戦までのハイライト番組を放送。同年12月には残り4戦のハイライト放送を行った。2021年以降もNHK-BSにてハイライトが不定期で放送されている。
また、ユーロピクチャーが1990年代前半からヨーロッパのラリーハイライト番組を翻訳したVHSを発売している。
その他、『カーグラフィックTV』もラリーのハイライトを放送したことがあった。

### 日本での雑誌報道
WRCの専門雑誌としては、1990年に創刊したWRC速報誌『RALLY・XPRESS』が草分け的な存在だが、2007年末の出版社の解散にともない廃刊。現在は、同誌の元スタッフが運営を引き継いだ携帯サイトラリーXモバイルとしてラリー情報を配信している。2017年現在、WRC専門誌『WRC PLUS』は廃刊、編集部が同誌を引き継ぐRALLY全般誌『RALLYPLUS』（三栄書房、編集: 株合同社サンク ）として刊行されている。

### フィクション
新谷かおるの『ガッデム』が、『ビッグコミックスペリオール』で1988年 - 1990年まで連載され、OVAとしてアニメ化もされた。パリダカのようなモノだけをラリーと認識している人が多かった当時の日本に、WRCのルールを浸透させたエポックメイキングな作品。架空の日本車メーカー三沢自動車と日本人ドライバー轟源の活躍を描く。
なお新谷かおるは、同じくWRCを扱った作品として『NAVI』を『ヤングマガジンGT』に2000年1号 - 2002年6号まで連載、単行本全1巻をヤングマガジンコミックスから発売している。こちらはドライバーではなくナビゲーターが主人公というのが珍しい。
しんむらけーいちろーの『FLAT OUT』が、『別冊ヤングマガジン』に2005年4月 - 2006年12月まで連載された。2004年のラリージャパンとラリー・オーストラリアを舞台に日本人ドライバー剣龍也の活躍を描いている。なお、しんむらは2022年ラリージャパンを盛り上げるための公式マンガとして、勝田貴元の半生を描いた『勝田貴元物語』を描き下ろした。
2018年6月にはトヨタの全面協力の下にWRCを目指すドライバーとそれを支えるメカニックの兄弟を描いた、東出昌大/新田真剣佑主演の映画『OVER DRIVE』が公開された。また、2021年10月には再びラリーを題材にした映画『僕と彼女とラリーと』が公開された。

### ゲームソフト
2001年（日本では2002年）のWRC ワールドラリーチャンピオンシップ以降、ソニー・コンピュータエンタテインメント（SCE）（2001年～2005年）、Black Bean Games（2010年～2012年）、Nacon（2013年～2022年）、エレクトロニック・アーツ（2023年）がWRC公式ゲームソフトを発売している。SCEから発売されたソフトはすべてPlayStationシリーズ限定。
日本ではスパイク（2002年～2006年）、サイバーフロント（2011年～2013年）、スクウェア・エニックス（2014年）、オーイズミ・アミュージオ（2017年～2022年）、3goo（2021年～2022年）、エレクトロニック・アーツ（2023年）がWRC公式ゲームソフトを発売している。

## 歴代チャンピオン

### WRCトロフィー

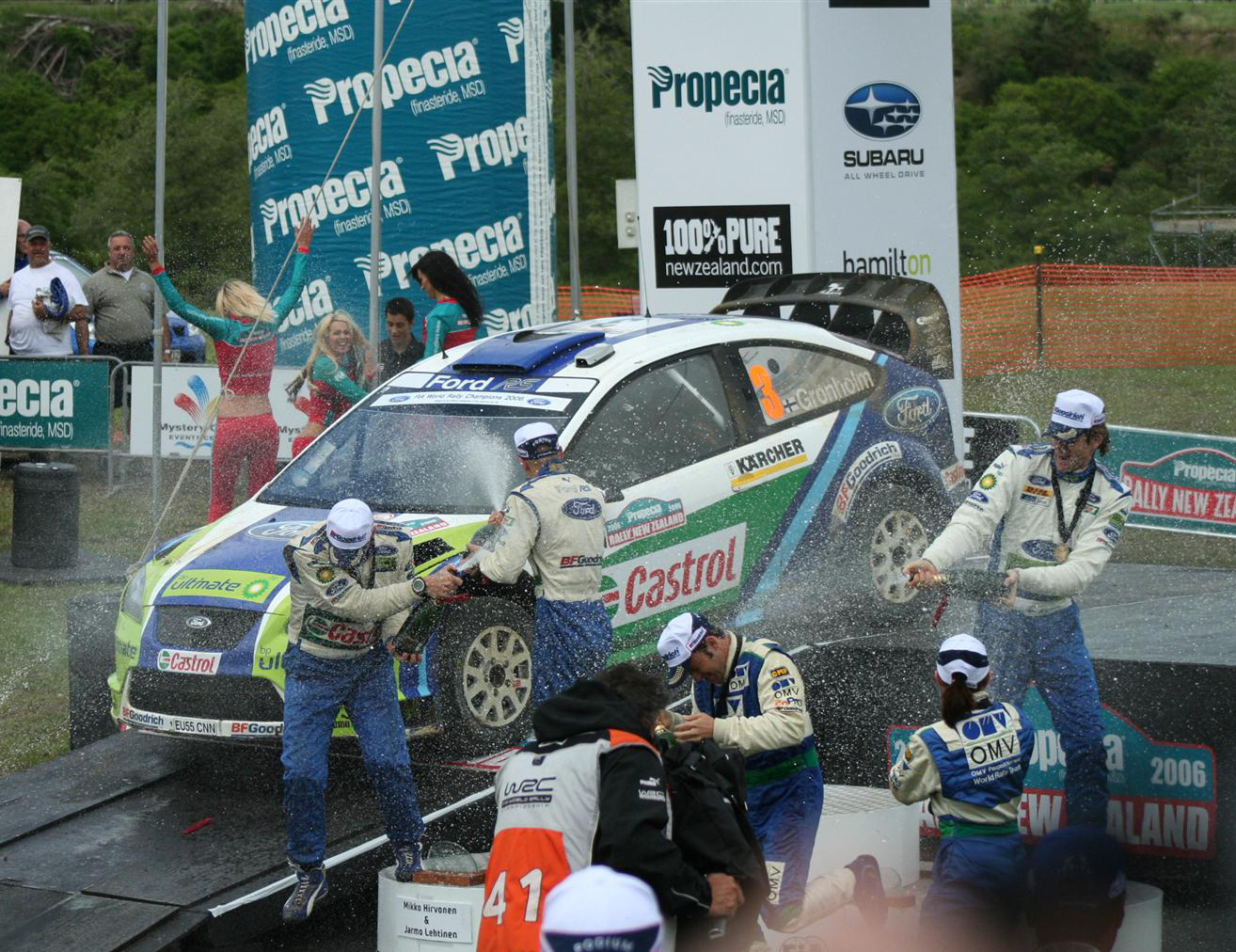
2006年 オーストラリア・ラリーの表彰台
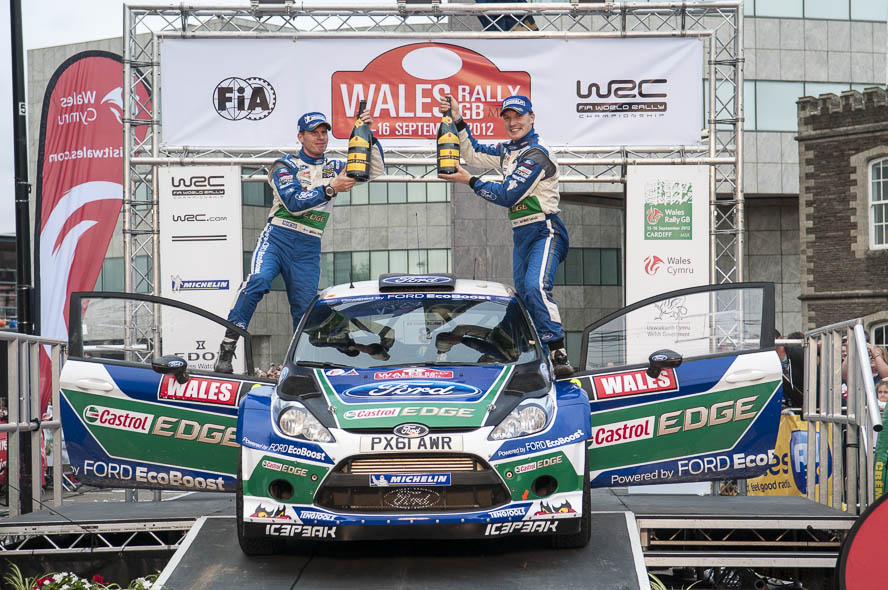
2012年ラリーGBの表彰台

## 通算タイトル数ランキング

### ドライバー
| ドライバー               | 合計 | Seasons                 |
| ------------------------ | ---- | ----------------------- |
| セバスチャン・ローブ     | 9    | 2004 - 2012             |
| セバスチャン・オジェ     | 8    | 2013 - 2018, 2020, 2021 |
| ユハ・カンクネン         | 4    | 1986, 1987, 1991, 1993  |
| トミ・マキネン           | 4    | 1996 - 1999             |
| ヴァルター・ロール       | 2    | 1980, 1982              |
| ミキ・ビアシオン         | 2    | 1988, 1989              |
| カルロス・サインツ       | 2    | 1990, 1992              |
| マーカス・グロンホルム   | 2    | 2000, 2002              |
| カッレ・ロバンペラ       | 2    | 2022 - 2023             |
| サンドロ・ムナーリ       | 1    | 1977                    |
| マルク・アレン           | 1    | 1978                    |
| ビョルン・ワルデガルド   | 1    | 1979                    |
| アリ・バタネン           | 1    | 1981                    |
| ハンヌ・ミッコラ         | 1    | 1983                    |
| スティグ・ブロンクビスト | 1    | 1984                    |
| ティモ・サロネン         | 1    | 1985                    |
| ディディエ・オリオール   | 1    | 1994                    |
| コリン・マクレー         | 1    | 1995                    |
| リチャード・バーンズ     | 1    | 2001                    |
| ペター・ソルベルグ       | 1    | 2003                    |
| オィット・タナック       | 1    | 2019                    |
| ティエリー・ヌービル     | 1    | 2024                    |

### マニュファクチャラー
| マニュファクチャラー | 合計 | Seasons                              |
| -------------------- | ---- | ------------------------------------ |
| ランチア             | 10   | 1974 - 1976, 1983, 1987 - 1992       |
| シトロエン           | 8    | 2003 - 2005, 2008 - 2012             |
| トヨタ               | 8    | 1993 - 1994, 1999, 2018, 2021 - 2024 |
| プジョー             | 5    | 1985 - 1986, 2000 - 2002             |
| フォルクスワーゲン   | 4    | 2013 - 2016                          |
| フィアット           | 3    | 1977 - 1978, 1980                    |
| スバル               | 3    | 1995 - 1997                          |
| / フォード           | 3    | 1979, 2006 - 2007                    |
| アウディ             | 2    | 1982, 1984                           |
| ヒュンダイ           | 2    | 2019 - 2020                          |
| アルピーヌ           | 1    | 1973                                 |
| タルボ               | 1    | 1981                                 |
| 三菱                 | 1    | 1998                                 |
| Mスポーツ            | 1    | 2017                                 |

## 通算優勝数ランキング

### ドライバー / コ・ドライバー
|    | ドライバー             | 総計 | コ・ドライバー           | 総計 |
| -- | ---------------------- | ---- | ------------------------ | ---- |
| 1  | セバスチャン・ローブ   | 80回 | ダニエル・エレナ         | 79回 |
| 2  | セバスチャン・オジェ   | 61回 | ジュリアン・イングラシア | 54回 |
| 3  | マーカス・グロンホルム | 30回 | ティモ・ラウティアイネン | 30回 |
| 4  | カルロス・サインツ     | 26回 | ルイス・モヤ             | 24回 |
| 5  | コリン・マクレー       | 25回 | ニッキー・グリスト       | 21回 |
| 6  | トミ・マキネン         | 24回 | セッポ・ハルヤンネ       | 20回 |
| 7  | ユハ・カンクネン       | 23回 | イルッカ・キヴィマキ     | 19回 |
| 8  | ディディエ・オリオール | 20回 | アーネ・ハーツ           | 18回 |
| 8  | ディディエ・オリオール | 20回 | ミイカ・アンティラ       | 18回 |
| 9  | マルク・アレン         | 19回 | -                        | -    |
| 10 | ハンヌ・ミッコラ       | 18回 | ティジアーノ・シビエロ   | 16回 |
| 10 | ヤリ＝マティ・ラトバラ | 18回 | ベルナール・オチェッリ   | 16回 |

### マニュファクチャラー
|    | マニュファクチャラー | 総計  |
| -- | -------------------- | ----- |
| 1  | シトロエン           | 102回 |
| 2  | ／ フォード          | 94回  |
| 3  | トヨタ               | 93回  |
| 4  | ランチア             | 73回  |
| 5  | プジョー             | 48回  |
| 6  | スバル               | 47回  |
| 7  | フォルクスワーゲン   | 44回  |
| 8  | 三菱                 | 34回  |
| 9  | ヒョンデ             | 33回  |
| 10 | アウディ             | 24回  |

※2024年ラリージャパン終了時点。